# Heinrich Himmler
Heinrich Luitpold Himmler hay có tên phiên âm dựa theo tiếng Đức là Hen-rích Him-le (tiếng Đức: [ˈhaɪnʁɪç ˈluˑɪtˌpɔlt ˈhɪmlɐ] ⓘ; 7 tháng 10 năm 1900 – 23 tháng 5 năm 1945) là Reichsführer (Thống chế SS) của Schutzstaffel (Đội cận vệ; SS), và là một thành viên hàng đầu trong Đảng Quốc xã (NSDAP) của Đức. Lãnh tụ Đức Quốc xã Adolf Hitler từng bổ nhiệm ông làm chỉ huy quân sự và sau đó là Tư lệnh Quân đội Thay thế, và Toàn quyền cai trị toàn bộ Đế chế Thứ ba trong một thời gian ngắn (Generalbevollmächtigter für die Verwaltung). Himmler là một trong số những nhân vật quyền lực nhất của Đức Quốc xã và là một trong những người có vai trò quan trọng nhất phải chịu trách nhiệm chính cho cuộc diệt chủng Holocaust.
Với tư cách là một thành viên của tiểu đoàn dự bị trong chiến tranh thế giới thứ nhất, Himmler không phải phục vụ cho quân đội. Ông từng học nông học tại trường đại học trước khi gia nhập Đảng Quốc xã vào năm 1923 và lực lượng SS vào năm 1925. Năm 1929, ông được Hitler bổ nhiệm làm Reichsführer-SS (Thống chế SS). Trong 16 năm tiếp theo, ông đã phát triển lực lượng SS từ chỉ một tiểu đoàn 290 người thành một lực lượng bán quân sự hùng mạnh quy mô một triệu người; đồng thời theo lệnh Hitler thành lập và chỉ huy hoạt động của các trại tập trung. Himmler được biết đến là người có kỹ năng tổ chức tốt và rất có năng lực trong việc lựa chọn cấp dưới, một ví dụ là trường hợp Reinhard Heydrich năm 1931. Kể từ năm 1943, ông đồng thời đảm nhiệm chức Chỉ huy trưởng Cảnh sát Đức và Bộ trưởng Nội vụ, giám sát toàn bộ lực lượng an ninh và cảnh sát trong và ngoài, bao gồm cả Gestapo (Lực lượng Cảnh sát Bí mật, hay Mật vụ).
Thay mặt Hitler, Himmler thành lập lực lượng Einsatzgruppen và cho xây dựng các trại hủy diệt. Là cố vấn và giám sát của các trại tập trung, Himmler đã chỉ đạo việc sát hại khoảng sáu triệu người Do Thái, 200.000 đến 500.000 người Di-gan, và nhiều nạn nhân khác; tổng số thường dân bị giết dưới chế độ phát xít ước tính trong khoảng từ 11 đến 14 triệu người. Hầu hết trong đó là công dân các nước Ba Lan và Liên Xô.
Vào giai đoạn cuối của chiến tranh thế giới thứ hai, Hitler giao cho Himmler chức chỉ huy Cụm tập đoàn quân Thượng sông Rhine và Cụm tập đoàn quân sông Wisla; ông thất bại với các nhiệm vụ được giao và Hitler đã thay thế các chức vụ trên. Sau khi nhận ra nước Đức sẽ thất bại trong cuộc chiến, Himmler cố gắng mở các cuộc đàm phán hòa bình với Đồng Minh phương Tây không lâu trước thời điểm chiến tranh kết thúc và Hitler không hề biết đến điều này. Khi nghe được thông tin trên, Hitler tước bỏ tất cả mọi chức vụ của Himmler vào tháng 4 năm 1945 và ra lệnh bắt giữ. Himmler nỗ lực chạy trốn nhưng đã bị lính Anh phát hiện. Ông tự sát vào ngày 23 tháng 5 năm 1945, trong sự giam giữ của quân Anh.

## Thuở thiếu thời

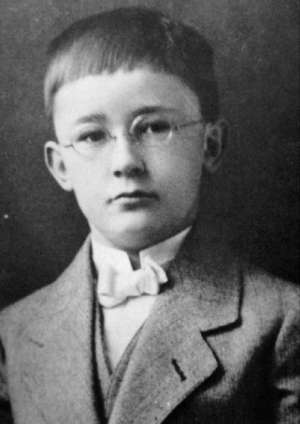
Heinrich Himmler khi còn nhỏ

Heinrich Luitpold Himmler sinh ngày 7 tháng 10 năm 1900 tại Munich trong một gia đình trung lưu bảo thủ theo Công giáo La Mã. Cha ông là Gebhard Himmler (17 tháng 5 năm 1865 - 29 tháng 10 năm 1936), một giáo viên, và mẹ là Anna Maria Himmler (nhũ danh: Heyder; 16 tháng 1, 1866 - 10 tháng 9 năm 1941), một người sùng đạo Công giáo La Mã. Heinrich có hai anh em trai, Gebhard Ludwig (29 tháng 7 năm 1898 – 1982) và Ernst Hermann (23 tháng 12 năm 1905 – 2 tháng 5 năm 1945).
Tên của Himmler, Heinrich, lấy từ cha đỡ đầu của ông, Thái tử Heinrich xứ Bavaria, một thành viên của gia đình hoàng gia Bavaria, người đã được Gebhard Himmler kèm cặp. Himmler từng theo học tại một trường trung học ở Landshut, nơi mà cha ông làm phó hiệu trưởng. Ông thực hiện tốt việc học nhưng gặp khó với các môn thể thao. Sức khỏe của Himmler không được tốt, ông đã phải chịu đựng những cơn đau dạ dày trong suốt cuộc đời cùng những bệnh tật, đau đớn khác. Thời niên thiếu ông rèn luyện hàng ngày với tạ và các bài tập để cơ thể trở nên khỏe khoắn hơn. Các chàng trai cùng trường sau này nhớ đến ông là một người chăm học và vụng về trong giao tiếp, hoạt động xã hội.
Trong cuốn nhật ký mà Himmler viết một cách không liên tục từ năm 10 tuổi cho thấy ông tỏ ra quan tâm đến những sự kiện hiện thời, các cuộc đấu tay đôi, và "bàn luận nghiêm túc về tôn giáo và tình dục". Vào năm 1915, ông bắt đầu rèn luyện cùng với Quân đoàn Học viên Landshut. Cha ông đã tận dụng những mối quan hệ với gia đình hoàng gia để giúp ông được chấp nhận là một ứng cử viên cho chức sĩ quan, và Himmler gia nhập tiểu đoàn dự bị thuộc Trung đoàn Bavaria số 11 vào tháng 12 năm 1917. Gebhard, cha của Himmler, tham gia chiến đấu trên mặt trận phía Tây, từng nhận huân chương Thập tự Sắt và cuối cùng được thăng chức Trung úy. Vào tháng 11 năm 1918, trong khi Himmler vẫn đang trong quá trình huấn luyện, chiến tranh thế giới thứ nhất kết thúc với thất bại của nước Đức, khiến Himmler không còn cơ hội trở thành một sĩ quan hay được tham gia chiến đấu. Sau khi giải ngũ vào ngày 18 tháng 12, ông quay trở về Landshut.
Chiến tranh kết thúc, Himmler hoàn thành chương trình trung học. Từ năm 1919 đến 1922, ông học nông học tại Technische Hochschule Munich (nay là Đại học Kỹ thuật Munich), sau đó là một giai đoạn ngắn học việc ở một trang trại và một đợt ốm đau tiếp theo xảy đến.
Mặc dù nhiều quy định phân biệt đối xử chống lại những người ngoài Kitô giáo, bao gồm cả người Do Thái và những nhóm dân tộc thiểu số khác, đã được loại bỏ trong quá trình thống nhất nước Đức vào năm 1871, chủ nghĩa bài Do Thái vẫn tiếp tục tồn tại và phát triển mạnh ở Đức và các nơi khác ở châu Âu. Himmler bài Do Thái từ thời điểm ông vào trường đại học, nhưng không quá gay gắt; sinh viên tại trường của ông cũng lảng tránh những bạn học người Do Thái. Thời sinh viên, ông vẫn là một tín đồ Công giáo tận tâm và dành hầu hết thời gian rảnh rỗi cùng những thành viên của hội đấu kiếm "League of Apollo", chủ tịch của hội này là người Do Thái. Himmler đã giữ một thái độ lịch sự với vị chủ tịch cũng như những thành viên người Do Thái khác của hội, bất chấp mức độ bài Do Thái trong ông đang dần tăng lên. Trong năm thứ hai đại học, Himmler nỗ lực lên gấp đôi nhằm theo đuổi sự nghiệp quân sự. Mặc dù không thành công tuy nhiên ông vẫn có thể tiếp tục tham gia trong lực lượng bán quân sự ở Munich. Đó là thời điểm ông gặp Ernst Röhm, một trong những thành viên gia nhập Đảng Quốc xã đầu tiên và là người đồng sáng lập ra tổ chức Sturmabteilung ("Tiểu đoàn Bão táp"; SA). Himmler ngưỡng mộ Röhm vì ông ta là một người lính chiến đấu kỳ cựu với nhiều huy chương, và Himmler đã gia nhập nhóm chủ nghĩa dân tộc bài Do Thái của Röhm, Bund Reichskriegsflagge (tạm dịch: Liên minh Lá cờ Chiến tranh Đế quốc), theo lời mời gọi của ông ta.
Vào năm 1922, Himmler trở nên quan tâm nhiều hơn đến "vấn đề Do Thái", với những lời nhận xét bài Do Thái tăng lên trong các mục của cuốn nhật ký và việc ghi lại một số cuộc thảo luận về người Do Thái với bạn học cùng lớp. Danh sách những tài liệu ông đọc, theo như ghi trong cuốn nhật ký, chủ yếu là những sách nhỏ có nội dung bài Do Thái, thần thoại về Đức, các vùng đất huyền bí. Sau cái chết của Bộ trưởng Ngoại giao Walther Rathenau vào ngày 24 tháng 6, quan điểm chính trị của Himmler nghiêng hoàn toàn về phía cánh hữu, và ông đã tham gia vào những cuộc biểu tình phản đối Hiệp ước Versailles. Vào mùa hè năm đó, siêu lạm phát hoành hành tại Đức, và cha mẹ Himmler đã không còn có thể chu cấp việc học cho cả ba người con. Thất vọng vì không thể có được một sự nghiệp quân sự và cha mẹ không có khả năng tài trợ cho những nghiên cứu tiến sĩ của mình, ông buộc phải nhận lấy một công việc văn phòng thu nhập thấp sau khi có được tấm bằng nông nghiệp. Ông duy trì công việc này cho đến tháng 9 năm 1923.

### Hoạt động trong Đảng Quốc xã
Himmler gia nhập Đảng Quốc xã (NSDAP) vào tháng 8 năm 1923, số hiệu đảng 14.303. Với tư cách là thành viên trong đơn vị bán quân sự của Röhm, Himmler dính líu đến vụ đảo chính nhà hàng bia—một nỗ lực không thành của Hitler và Đảng Quốc xã nhằm thâu tóm quyền lực ở Munich. Sự kiện này đã dẫn cuộc đời Himmler theo con đường chính trị. Ông đã bị cảnh sát thẩm vấn về vai trò trong cuộc đảo chính nhưng không bị buộc tội vì không đủ bằng chứng. Tuy nhiên, ông bị mất việc và không thể tìm được việc làm mới với tấm bằng nông học, và ông chuyển đến sống cùng cha mẹ ở Munich. Chán nản vì những thất bại, ông trở nên cáu kỉnh, hung hăng, ngoan cố hơn bao giờ hết, đồng thời xa lánh cả bạn bè và những người thân trong gia đình.
Giai đoạn 1923-1924, Himmler trong khi đang tìm kiếm một thế giới quan đã từ bỏ Công giáo và tập trung vào sự huyền bí và chủ nghĩa bài Do Thái. Thần thoại Đức được bổ sung những ý tưởng huyền bí trở thành tôn giáo của ông. Himmler nhận thấy sự lôi cuốn của Đảng Quốc xã vì những quan điểm chính trị của đảng này phù hợp với quan điểm cá nhân của mình. Ban đầu, ông không được hưởng lợi từ uy tín của Hitler hay từ sự tôn sùng đối với vị lãnh tụ tương lai. Sau khi tìm hiểu nhiều hơn về Hitler, Himmler bắt đầu chú ý đến ông ta như là một nhân vật có năng lực trong đảng, rồi tiếp theo là đến ngưỡng mộ và thậm chí tôn sùng. Để củng cố và nâng cao vị thế của mình, Himmler đã lợi dụng tình hình xáo trộn trong đảng sau khi Hitler bị bắt giữ bởi vụ đảo chính nhà hàng bia. Từ giữa năm 1924 Himmler làm thư ký của đảng và hỗ trợ tuyên truyền dưới quyền Gregor Strasser. Ông đã đi khắp vùng Bavaria để kích động cho đảng, kèm theo đó là những bài diễn thuyết và phát tán truyền đơn. Theo sự phân công của Strasser, Himmler phụ trách văn phòng đảng tại vùng Hạ Bavaria từ năm 1924, ông có nhiệm vụ tập hợp các thành viên trong khu vực vào Đảng Quốc xã dưới sự lãnh đạo của Hitler khi đảng này tái thành lập vào tháng 2 năm 1925.
Cũng trong năm 1925, Himmler trở thành SS-Führer (Thủ lĩnh-SS) khi gia nhập Schutzstaffel (SS); số hiệu của ông trong lực lượng là 168. SS, ban đầu là một phần của tổ chức lớn hơn nhiều là SA, thành lập vào năm 1923 với mục đích bảo vệ cá nhân Hitler, và được tái thành lập vào năm 1925 như là một đơn vị tinh nhuệ của SA. Vị trí lãnh đạo đầu tiên của Himmler là SS-Gauführer (thủ lĩnh địa hạt) tại vùng Hạ Bavaria từ năm 1926. Vào tháng 1 năm 1927 Strasser bổ nhiệm Himmler làm phó chánh tuyên truyền. Với tư cách là nhân vật điển hình trong đảng, Himmler hành động tự do một cách đáng kể với chức vụ của mình và điều này ngày một tăng lên theo thời gian. Ông bắt đầu thu thập các số liệu thống kê về số lượng người Do Thái, người thuộc Hội Tam Điểm, những kẻ thù của đảng, và để đáp ứng nhu cầu kiểm soát mạnh mẽ của mình, ông đã phát triển một bộ máy quan liêu kỹ càng. Vào tháng 9 năm 1927, Himmler nói với Hitler về tầm nhìn của mình, đó là chuyển đổi SS thành một đơn vị trung thành, hùng mạnh, ưu tú tinh khiết về chủng tộc. Tin tưởng Himmler là một người được việc, Hitler bổ nhiệm ông làm Phó Reichsführer-SS (Thống chế SS), với cấp bậc SS-Oberführer (Binh đoàn trưởng).
Trong khoảng thời gian đó, Himmler tham gia Artamanen-Gesellschaft (Liên đoàn Artaman), một nhóm Völkisch trẻ tuổi . Tại đây ông gặp Rudolf Hess(Rudolf Heß), chỉ huy của trại tập trung Auschwitz sau này; và Walther Darré, tác giả với cuốn sách The Peasantry as the Life Source of the Nordic Race (tạm dịch:Tầng lớp nông dân là nguồn sống của chủng tộc Bắc Âu) đã thu hút được sự chú ý của Hitler, dẫn đến việc sau này ông được bổ nhiệm làm Bộ trưởng Bộ Nông nghiệp và Thực phẩm. Darré là một tín đồ trung kiên về sự ưu việt của chủng tộc Bắc Âu, và triết lý của ông đã ảnh hướng lớn đến Himmler.

## Thăng tiến trong lực lượng SS

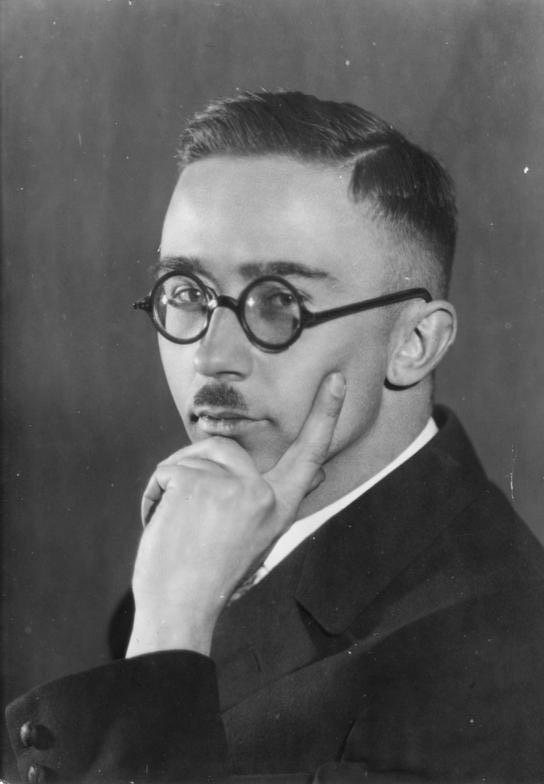
Himmler năm 1929, ảnh chụp bởi Heinrich Hoffmann.

Sau khi thủ lĩnh SS Erhard Heiden từ chức vào tháng 1 năm 1929, Hitler phê chuẩn cho Himmler đảm đương chức vụ Reichsführer-SS (Thống chế SS); và ông vẫn thực hiện nhiệm vụ của mình tại sở chỉ huy truyền thông. Một trong những việc đầu tiên của Himmler là tái cơ cấu SS tại Đại hội Nuremberg vào tháng 9 năm đó. Trong năm tiếp theo, Himmler phát triển SS từ một lực lượng 290 người lên thành khoảng 3.000 người. Đến năm 1930 Himmler đã thuyết phục được Hitler cho SS hoạt động như là một tổ chức riêng biệt, mặc dù về mặt chính thức nó vẫn còn trực thuộc SA.
Để thâu tóm quyền lực chính trị, Đảng Quốc xã đã khai thác lợi thế kinh tế tụt dốc trong cuộc Đại Suy thoái. Chính phủ liên hiệp của Cộng hòa Weimar không thể cải thiện tình hình kinh tế, nên nhiều cử tri đã chuyển hướng sang tư tưởng chính trị cực đoan, trong đó có Đảng Quốc xã. Hitler đã dùng thuật hùng biện dân túy, trong đó đổ lỗi cho những "bia đỡ đạn" khác-đặc biệt là người Do Thái-cho những khó khăn của nền kinh tế. Trong cuộc bầu cử năm 1932, Đảng Quốc xã thắng 37,3% số phiếu bầu và 230 ghế trong Reichstag (một cơ quan lập pháp; nghị viện). Hitler được Tổng thống Paul von Hindenburg bổ nhiệm làm Thủ tướng Đức vào ngày 30 tháng 1 năm 1933, dẫn đầu một liên minh tồn tại ngắn ngủi bao gồm những thành viên Quốc xã và Đảng Nhân dân Quốc gia Đức. Nội các mới ban đầu chỉ bao gồm ba thành viên của Đảng Quốc xã; Hitler, Hermann Göring với tư cách một bộ trưởng không bộ và Bộ trưởng Nội vụ Phổ, và Wilhelm Frick với tư cách Bộ trưởng Nội vụ Đế chế. Chưa đầy một tháng sau, tòa nhà Reichstag bị cháy. Hitler lợi dụng sự kiện này để buộc von Hindenburg ký nghị định hỏa hoạn Reichstag (hay "Nghị định của Tổng thống Đế chế cho việc Bảo vệ Nhân dân và Nhà nước"), trong đó đình chỉ các quyền cơ bản và cho phép giam giữ không qua xét xử. Đạo luật Trao quyền (Ermächtigungsgesetz, tên chính thức: Gesetz zur Behebung der Not von Volk und Reich, tạm dịch: "Luật Khắc phục Tai họa của Nhân dân và Đế chế") được Reichstag cho thông qua vào năm 1933 giúp Hitler nắm trong tay đầy đủ quyền lập pháp, và trên thực tế đất nước đã trở thành một chế độ độc tài. Vào ngày 1 tháng 8 năm 1934, nội các của Hitler đã cho thông qua một luật trong đó quy định rằng vào thời điểm von Hindenburg chết, chức vụ tổng thống sẽ bị bãi bỏ và những quyền hạn của nó sẽ được sáp nhập với quyền hạn của thủ tướng. Von Hindenburg qua đời sáng hôm sau, và Hitler đã trở thành người đứng đầu nhà nước và chính phủ dưới danh nghĩa Führer und Reichskanzler (Lãnh tụ và Thủ tướng).
Đảng Quốc xã lên nắm quyền tạo điều kiện cho Himler và đội quân SS thăng tiến mạnh mẽ. Đến năm 1933, số thành viên SS đã tăng lên thành 52.000. Những yêu cầu tuyển chọn là nghiêm ngạt để đảm bảo tất cả thành viên đều thuộc chủng tộc thượng đẳng (Herrenvolk) Aryan của Hitler. Các ứng viên đã được xem xét kỹ lưỡng những phẩm chất Bắc Âu-trong lời của Himmler: "giống như một người làm vườn cố gắng tái tạo những giống cũ, tốt mà đã bị pha trộn và làm giảm giá trị; chúng ta bắt đầu từ các nguyên tắc lựa chọn cây trồng và tiếp theo hành động hoàn toàn không ngại ngùng để loại trừ những người mà chúng ta không nghĩ là chúng ta có thể sử dụng cho việc xây dựng SS." Có một số rất ít người đã dám nêu ra rằng với những tiêu chuẩn mà Himmler đưa ra thì chính ông ta cũng không đáp ứng được.
Khả năng tổ chức, trí tuệ ham học hỏi đã giúp ích cho Himmler khi ông bắt đầu thiết lập các phòng ban SS khác nhau. Vào năm 1931 ông bổ nhiệm Reinhard Heydrich làm người đứng đầu cơ quan tình báo mới ('Ic Service'), sang năm 1932 nó được đổi tên thành Sicherheitsdienst (Cơ quan An ninh). Himmler sau này chính thức bổ nhiệm Heydrich làm phụ tá của mình. Hai người đã có một mối quan hệ tốt trong công việc và có sự tôn trọng lẫn nhau. Vào năm 1933, họ bắt đầu tách SS ra khỏi sự kiểm soát của SA. Cùng với Bộ trưởng Nội vụ Frick, bọn họ kỳ vọng tạo nên một lực lượng cảnh sát Đức thống nhất. Tháng 3 năm 1933, Thống đốc Đế chế vùng Bavaria Franz Ritter von Epp bổ nhiệm Himmler chức Trưởng Cảnh sát Munich. Himmler bổ nhiệm Heydrich làm chỉ huy cục IV, cảnh sát mật. Cũng trong năm đó, Hitler thăng cho Himmler lên cấp bậc SS-Obergruppenführer (Trung tướng SS), tương đương chỉ huy cao cấp của SA. Kể từ đó, Himmler và Heydrich nhanh chóng tiếp quản lực lượng cảnh sát mật hết bang này đến bang khác; chỉ còn Phổ là nằm dưới quyền kiểm soát của Göring.
Himmler còn thành lập thêm SS-Rasse- und Siedlungshauptamt (hay RuSHA, tạm dịch: Cơ quan Trung ương Định cư và Chủng tộc SS), một tổ chức phân biệt chủng tộc và bài Do Thái. Ông bổ nhiệm Darré, cấp bậc SS-Gruppenführer (Thiếu tướng SS), làm người đứng đầu cơ quan này. Chức năng của nó là thực hiện các chính sách chủng tộc và theo dõi "tính toàn vẹn chủng tộc" của các thành viên SS. Vấn đề chủng tộc được soi xét rất kỹ trong lý lịch của các thành viên. Vào ngày 31 tháng 12 năm 1931, Himmler giới thiệu "quy định kết hôn", trong đó yêu cầu thành viên SS muốn kết hôn phải cung cấp gia phả chứng minh rằng cả hai bên gia đình đều thuộc dòng dõi Aryan, từ năm 1800 đến hiện tại. Trong cuộc điều tra chủng tộc, nếu tìm thấy bất kỳ ai trong gia phả không phải người Aryan, cá nhân liên quan sẽ bị trục xuất ra khỏi SS. Mỗi người sẽ phải đưa ra một Sippenbuch, một hồ sơ phả hệ chi tiết về lịch sử nguồn gốc của mình. Himmler mong muốn mỗi cuộc hôn nhân của các thành viên SS sẽ tạo ra ít nhất bốn đứa trẻ, từ đó gia tăng nhanh chóng số lượng người mang chủng tộc ưu việt và đó sẽ là những thành viên SS tương lai. Tuy nhiên, chương trình này đem lại kết quả đáng thất vọng, chỉ có ít hơn 40% thành viên SS kết hôn và trung bình mỗi người trong số đó chỉ tạo ra được tầm một đứa trẻ.

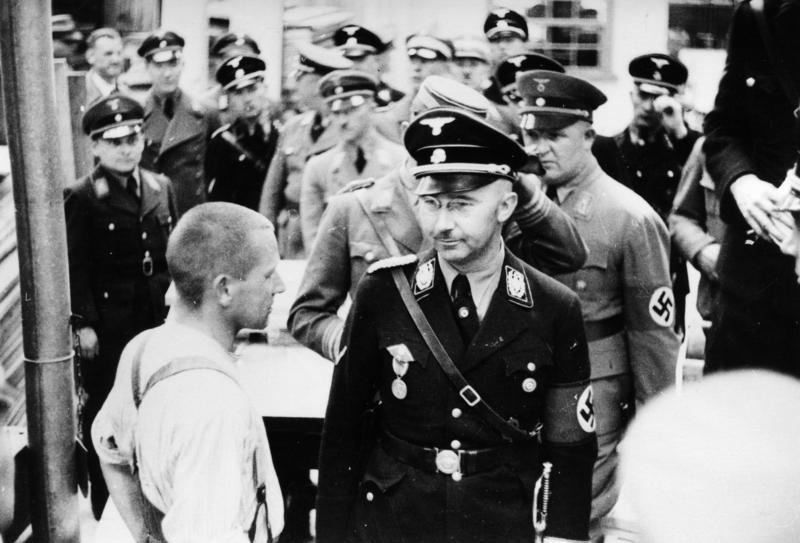
Himmler (chính giữa, cạnh tù nhân) tham quan trại tập trung Dachau năm 1936.

Vào tháng 3 năm 1933, chưa đầy ba tháng kể từ thời điểm Quốc xã lên nắm quyền, Himmler cho thành lập trại tập trung chính thức đầu tiên ở Dachau. Hitler phát biểu rằng ông không muốn nó chỉ là một trại tù hay trại giam giữ khác. Himmler bổ nhiệm Theodor Eicke, một tội phạm nghiêm trọng từng bị kết án và cuồng nhiệt lý tưởng Quốc xã làm chỉ huy điều hành trại vào tháng 6 năm 1933. Eicke đã phát minh ra một hệ thống được sử dụng như là hình mẫu cho các trại tập trung tương lai trên khắp nước Đức. Những điểm đặc trưng của nó bao gồm khả năng cô lập các nạn nhân với thế giới bên ngoài, những chi tiết công việc và các cuộc gọi điểm danh được sửa soạn công phu, sử dụng vũ lực và hành quyết để buộc tù nhân phải vâng lời, và một bộ luật nghiêm khắc về tính kỷ luật cho những lính canh. Các tù nhân và lính canh đều được trao đồng phục; trong đó đồng phục của lính canh có một phù hiệu Totenkopf (đầu lâu) đặc biệt trên cổ áo. Đến thời điểm kết thúc năm 1934, Himmler đã giành quyền kiểm soát các trại dưới sự bảo hộ của SS và tạo ra một lực lượng riêng biệt: SS-Totenkopfverbände (Đơn vị Đầu Tử thần).
Ban đầu các khu trại dành để giam giữ những đối thủ chính trị; qua thời gian, trại tiếp nhận thêm các đối tượng mà xã hội Đức không mong muốn như tội phạm, những người lang thang, người không bình thường (người lệch chuẩn). Một nghị định của Hitler ban hành vào tháng 12 năm 1937 đã cho phép bắt giữ bất kỳ người nào mà chế độ cho rằng đó là thành viên không mong muốn của xã hội. Trong đó bao gồm người Do Thái, người Di-gan, người cộng sản, những người thuộc bất kỳ nền văn hóa, chủng tộc, chính trị, hay tôn giáo nào khác mà Quốc xã cho là Untermensch (hạ đẳng, chưa giống con người). Tính đến thời điểm chiến tranh thế giới thứ II bùng nổ vào mùa thu năm 1939, đã có 6 trại được thành lập và chúng là nơi ở của khoảng 27.000 tù nhân. Số nạn nhân thiệt mạng trong các trại là cao.

### Củng cố quyền lực
Vào đầu năm 1934, Hitler và những thủ lĩnh Quốc xã trở nên lo ngại rằng Röhm đang lên kế hoạch cho một cuộc đảo chính. Röhm có những quan điểm dân túy và xã hội chủ nghĩa, và có niềm tin rằng một cuộc cách mạng thực sự vẫn chưa bắt đầu. Ông ta cảm nhận rằng SA hiện tại đã có khoảng ba triệu người, vượt xa so với quân đội, phải trở thành các quân đoàn vũ trang duy nhất của nhà nước, và rằng quân đội phải được sáp nhập vào SA dưới sự lãnh đạo của ông ta. Röhm vận động hành lang để có được chức Bộ trưởng Quốc phòng, vị trí hiện do Trung tướng Werner von Blomberg nắm giữ.
Göring đã tạo ra một lực lượng cảnh sát mật Phổ, Geheime Staatspolizei hay Gestapo vào tháng 11 năm 1933, và bổ nhiệm Rudolf Diels làm người đứng đầu tổ chức này. Do lo ngại rằng Diels không có đủ sự tàn nhẫn để sử dụng Gestapo một cách hiệu quả chống lại quyền lực của SA, Göring đã bàn giao quyền kiểm soát cho Himmler vào ngày 20 tháng 4 năm 1934. Cũng trong ngày hôm đó, Hitler bổ nhiệm Himmler làm thủ lĩnh của tất cả các lực lượng cảnh sát Đức ngoài bang Phổ. Vào ngày 22 tháng 4 năm 1934, Heydrich được Himmler chỉ định làm thủ lĩnh của Gestapo, đồng thời vẫn giữ chức vụ đứng đầu Sicherheitsdienst (SD).
Vào ngày 21 tháng 6 Hitler đi đến quyết định rằng Röhm và các lãnh đạo của SA phải bị trừ khử. Hitler cử Göring đến Berlin vào ngày 29 tháng 6 để gặp Himmler và Heydrich nhằm lên kế hoạch hành động. Hitler phụ trách việc ở Munich, nơi Röhm bị bắt; ông ta cho Röhm một sự lựa chọn: tự sát hoặc bị bắn. Röhm từ chối tự sát và bị hai sĩ quan SS bắn chết. Khoảng 85 đến 200 thành viên thuộc giới lãnh đạo của SA và những kẻ thù chính trị khác, bao gồm Gregor Strasser, đã bị giết trong khoảng từ ngày 30 tháng 6 đến 2 tháng 7 năm 1934, trong cuộc thanh trừng được biết đến với tên gọi Đêm của những con dao dài. Với việc quyền lực của SA suy giảm sau sự kiện này, SS đã trở thành một tổ chức độc lập chỉ nghe theo lệnh Hitler vào ngày 20 tháng 7 năm 1934. Tước vị Reichsführer-SS của Himmler trở thành cấp bậc cao nhất theo thể thức của SS, tương đương với một Thống chế trong quân đội. Sau cuộc thanh trừng SA tuy vẫn tồn tại dưới sự lãnh đạo của Viktor Lutze nhưng đã suy giảm vị thế và nhân lực đi nhiều. Từ năm 1939, vai trò của SA được thiết lập chính thức như là một trường đào tạo lực lượng vũ trang với sự thành lập của SA Wehrmannschaften (Các đơn vị Quân sự SA).

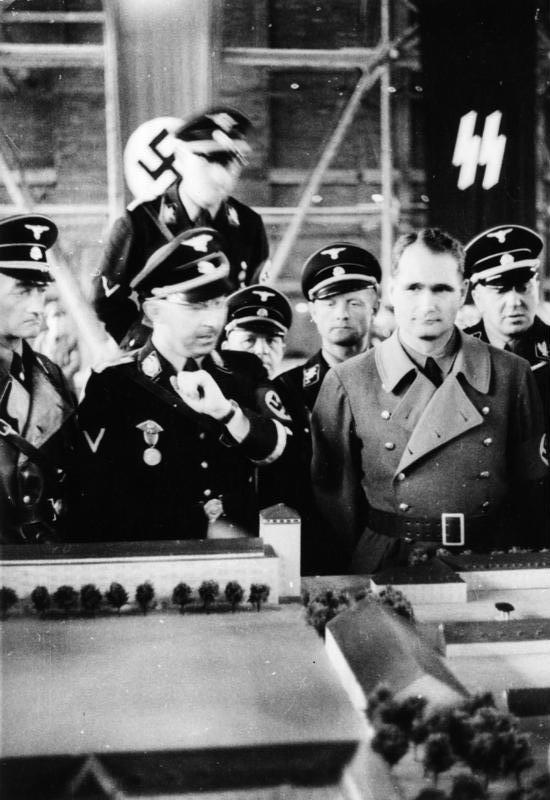
Himmler và Rudolf Hess tại Dachau năm 1936, trong ảnh ông đang nhìn vào mô hình thu nhỏ của khu trại

Vào ngày 15 tháng 9 năm 1935, Hitler trình hai bộ luật-được biết đến như là Các Bộ luật Nuremberg-đến Reichstag (Nghị viện). Các luật này cấm những người Do Thái Đức kết hôn với người không phải Do Thái và ngăn cấm những gia đình Do Thái thuê phụ nữ dưới 45 tuổi không phải Do Thái. Các luật cũng tước đi những lợi ích của công dân Đức không thuộc chủng tộc Aryan. Đây cũng là một trong những biện pháp chủng tộc nền tảng đầu tiên được Đế chế Thứ ba tiến hành.
Himmler và Heydrich muốn bành trướng thế lực của SS; do đó họ thúc giục Hitler cho phép thành lập một lực lượng cảnh sát quốc gia đặt dưới sự giám sát của SS để bảo vệ Quốc xã chống lại những kẻ thù hiện tại Bộ trưởng Nội vụ Frick cũng muốn có một lực lượng cảnh sát quốc gia, nhưng phải đặt dưới sự kiểm soát của ông ta với Kurt Daluege làm chỉ huy. Hitler để cho Heydrich và Himmler đi làm việc với Frick. Himmler và Heydrich có khả năng thương lượng cao hơn khi họ đã liên minh với kẻ thù cũ của Frick, Göring. Heydrich đã viết ra một tập hợp các đề nghị và được Himmler cử đi gặp Frick. Frick với sự giận dữ sau đó đã đi tham khảo ý kiến của Hitler, và nhận được lời khuyên rằng nên đồng ý với các đề nghị. Với sự nhượng bộ của Frick, vào ngày 17 tháng 6 năm 1936 Hitler ra sắc lệnh thống nhất mọi lực lượng cảnh sát của Đế chế, và chỉ định Himmler làm Chỉ huy của Lực lượng Cảnh sát. Với chức vụ mới, Himmler trên danh nghĩa vẫn là cấp dưới của Frick. Tuy nhiên về mặt thực tế cảnh sát hiện tại là một bộ phận của SS, do đó độc lập khỏi sự kiểm soát của Frick. Bước đi này đã cho phép Himmler kiểm soát sự hoạt động của lực lượng trinh thám trên toàn nước Đức. Ông đồng thời nắm quyền kiểm soát toàn bộ các cơ quan thực thi luật pháp đồng phục của Đức, chúng đã được hợp nhất lại thành một tổ chức mới Ordnungspolizei (Orpo hay "Cảnh sát Trật tự") và trở thành một chi nhánh của SS dưới quyền Daluege.
Một thời gian ngắn sau, Himmler tạo ra Kriminalpolizei (Kripo: Cảnh sát Tội phạm) có tác dụng như là một tổ chức ô dù cho tất cả các cơ quan điều tra tội phạm ở Đức. Kripo đã hợp nhất với Gestapo thành Sicherheitspolizei (SiPo: Cảnh sát An ninh) dưới sự chỉ huy của Heydrich. Vào tháng 9 năm 1939, sau sự bùng nổ của thế chiến thứ II, Himmler thành lập nên SS-Reichssicherheitshauptamt (RSHA: Cơ quan An ninh Trung ương Đế chế) để làm chiếc ô cùng che chở cho SiPo (gồm Gestapo và Kripo) và SD. Một lần nữa Himmler lại dành vị trí đứng đầu cho Heydrich.

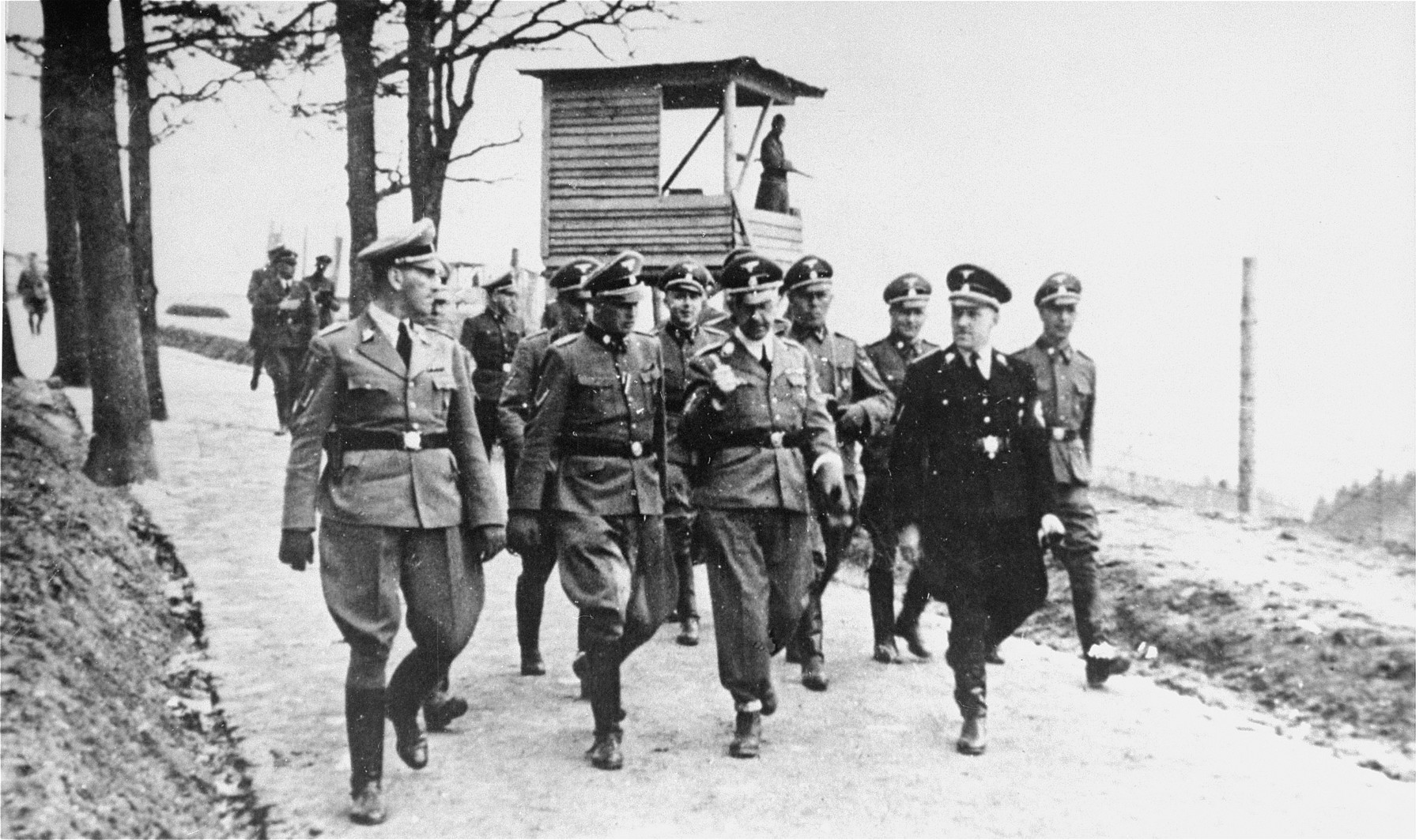
Himmler, Ernst Kaltenbrunner, và các sĩ quan SS khác tham quan trại tập trung Mauthausen vào năm 1941

Dưới sự lãnh đạo của Himmler, SS đã phát triển lực lượng quân sự của riêng mình, SS-Verfügungstruppe (SS-VT), sau này nó đã trở thành Waffen-SS. Trên danh nghĩa dưới quyền chỉ đạo của Himmler, cơ cấu bộ máy chỉ huy và hoạt động của Waffen-SS được quân sự hóa hoàn toàn. Nó đã phát triển từ ba trung đoàn lên thành hơn 38 sư đoàn trong thế chiến thứ II, cùng tham gia phục vụ chiến đấu tuy nhiên không bao giờ trở thành một bộ phận chính thức của Heer (quân đội).
Ngoài tham vọng về quân sự, Himmler còn thiết lập sự khởi đầu của một nền kinh tế song song dưới sự bảo trợ của SS. Để phục vụ mục đích này, người cầm quyền Oswald Pohl đã lập ra Deutsche Wirtschaftsbetriebe (Doanh nghiệp Kinh tế Đức) vào năm 1940. Dưới sự bảo trợ của Văn phòng Lãnh đạo Quản lý và Kinh tế SS, công ty mẹ này sở hữu các công ty địa ốc, các nhà máy, và các nhà xuất bản. Pohl nhanh chóng lợi dụng các công ty cho lợi ích cá nhân. Ngược lại, Himmler là người trung thực trong vấn đề tiền bạc và kinh doanh.
Vào năm 1938, như là một phần trong những sự chuẩn bị cho chiến tranh, Hitler chấm dứt thỏa thuận liên minh giữa Đức và Trung Quốc và ký kết một thỏa thuận với Nhật Bản, quốc gia hiện đại hơn. Cũng trong năm đó, Áo sáp nhập vào Đức trong một hoạt động mà phía Đức gọi là Anschluss (Sáp nhập hay Kết nối), và hiệp định Munich đã cho phép Đức Quốc xã kiểm soát Sudetenland-một phần của Tiệp Khắc. Một trong những động cơ hàng đầu thúc đẩy Hitler khơi mào chiến tranh đó là chiếm thêm Lebensraum ("không gian sống") cho người Đức, chủng tộc được cho là thượng đẳng theo như tư tưởng Quốc xã. Mục tiêu thứ hai là loại bỏ các chủng tộc mà Quốc xã cho là hạ đẳng, đặc biệt là người Do Thái và Slav, khỏi các vùng lãnh thổ nằm dưới sự kiểm soát của Đế chế Thứ ba. Từ năm 1933 đến 1938, hàng trăm ngàn người Do Thái đã di cư sang các nước như là Mỹ, Palestine, Anh, và một số quốc gia khác. Một số người đã chuyển đổi sang đạo Cơ Đốc.

### Đấu tranh chống Giáo hội
Himmler thấy rằng một trong những nhiệm vụ cơ bản của SS là "hành động như là người đi tiên phong trong công cuộc đánh bại Công giáo và phục hồi lối sống Đức", nó như một phần trong sự chuẩn bị cho cuộc xung đột giữa "con người và (những kẻ) chưa giống con người". Giáo sư sử học Peter Longerich viết, trong khi phong trào Quốc xã như một tổng thể tự bản thân nó lao vào chống lại người Do Thái và Cộng sản, "bằng cách liên kết khử Công giáo với tái Đức hóa, Himmler đã cung cấp cho SS một mục tiêu và mục đích của riêng họ". Himmler đã kịch liệt phản đối đạo đức giới tính của Kitô giáo và "nguyên tắc của lòng nhân từ của Kitô giáo", cả hai đều được ông coi là chướng ngại nguy hiểm cho kế hoạch chiến đấu với "(những kẻ) chưa giống con người". Vào năm 1937, Himmler tuyên bố:
Chúng ta sống trong thời đại của cuộc xung đột cuối cùng với Kitô giáo. Đó là một phần sứ mệnh của SS nhằm tạo nền tảng tư tưởng không Kitô giáo cho người Đức trong nửa thế kỷ tới để dẫn dắt và định hình cuộc sống của họ. Nhiệm vụ này không chỉ bao gồm việc đánh bại một ý thức hệ đối địch mà còn phải từng bước đi kèm theo một động lực tích cực: trong trường hợp này điều đó có nghĩa là tái thiết các di sản của Đức theo hướng rộng rãi và toàn diện nhất.

## Thế chiến thứ hai
Khi Hitler và các tướng lĩnh quân đội của ông ta yêu cầu một cái cớ để xâm lược Ba Lan vào năm 1939; Himmler, Heydrich và Heinrich Müller đã vạch kế hoạch và tiến hành một hoạt động cờ giả mang mật danh Chiến dịch Himmler. Những lính Đức sẽ mặc quân phục của Ba Lan và thực hiện các cuộc đụng độ ở biên giới, giả vờ như Ba Lan đang gây hấn với Đức. Truyền thông Đức Quốc xã lấy các cuộc xô xát làm lý do để biện hộ cho việc xâm lược Ba Lan, sự kiện mở màn thế chiến thứ hai. Ở giai đoạn khởi đầu của cuộc chiến, Hitler đã cho phép tiêu diệt những thường dân Ba Lan, bao gồm cả người Do Thái và người thuộc dân tộc Ba Lan. Einsatzgruppen (lực lượng đặc nhiệm SS) đã được thành lập từ đầu bởi Heydrich để bảo vệ các văn phòng và hồ sơ chính phủ trong những khu vực mà Đức Quốc xã tiếp nhận quyền kiểm soát trước thế chiến thứ hai. Với sự cho phép của Hitler và dưới sự chỉ đạo trực tiếp của Himmler và Heydrich, các đơn vị Einsatzgruppen-giờ trở thành các đội quân giết chóc-theo chân Heer (quân đội) tiến vào Ba Lan, và đến cuối năm 1939 họ đã tàn sát khoảng 65.000 trí thức và những dân thường Ba Lan khác. Các đơn vị Heer và lực lượng dân quân cũng nhúng tay vào hoạt động giết người. Dưới lệnh của Himmler thông qua Cơ quan An ninh Trung ương (RSHA), các đội quân này đồng thời còn được giao nhiệm vụ vây bắt dồn người Do Thái và những chủng tộc khác vào trong các khu Do Thái và các trại tập trung.

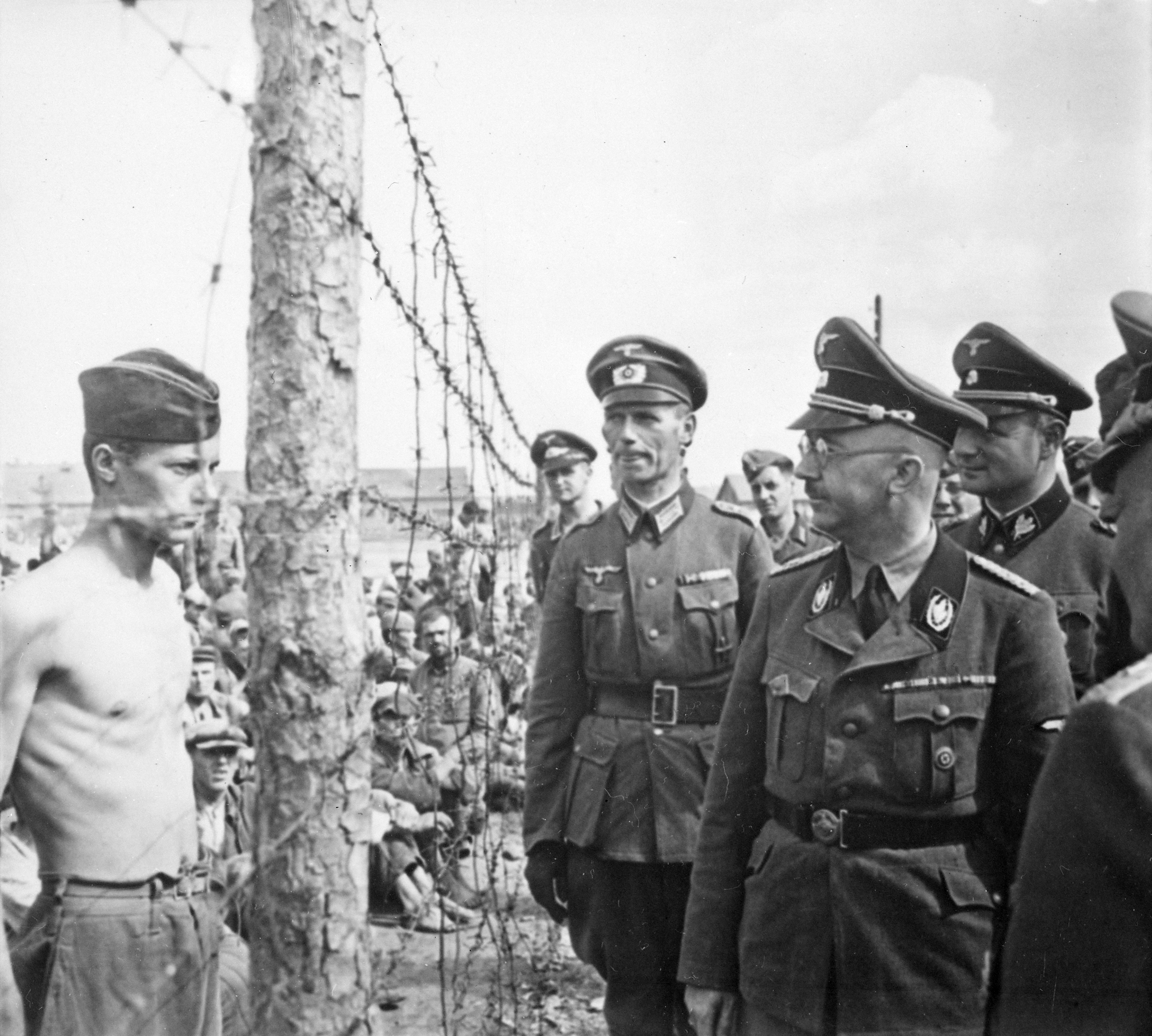
Himmler quan sát một tù nhân tại trại tù binh chiến tranh ở Nga, khoảng 1941

Đức Quốc xã sau đó đã xâm chiếm Pháp, Đan Mạch, Na Uy, Hà Lan, và bắt đầu ném bom nước Anh để chuẩn bị cho cuộc xâm lược quốc gia này. Vào ngày 21 tháng 6 năm 1941, một ngày trước thời điểm Đức Quốc xã xâm lược Liên Xô, Himmler đã được phân công chuẩn bị cho Generalplan Ost (Kế hoạch Tổng thể cho phía Đông), dự thảo kế hoạch hoàn thành vào tháng 7 năm 1942. Nội dung của nó là hướng đến sự xâm chiếm thành công các quốc gia vùng Baltic, Ba Lan, Tây Ukraine, Byelorussia để làm nơi tái định cư cho 10 triệu công dân Đức. Những cư dân hiện tại-khoảng 31 triệu người-sẽ bị trục xuất xa hơn về phía Đông, bị bỏ đói hoặc sử dụng làm lao động cưỡng bức. Kế hoạch này sẽ mở rộng biên giới của Đức thêm 1.000 km về phía Đông. Himmler dự kiến thời gian hoàn thành là 20 cho đến 30 năm, với chi phí đầu tư 67 tỉ Reichsmark. Himmler tuyên bố công khai: "Đây là vấn đề của sự tồn vong, do đó nó sẽ là một cuộc đấu tranh chủng tộc khốc liệt tàn bạo, trong đó khoảng 20 đến 30 triệu người Do Thái và Slav sẽ bị tiêu diệt thông qua các hoạt động quân sự hoặc các cuộc khủng hoảng (thiếu) lương thực."
Tuyên bố của Himmler rằng cuộc chiến ở phía Đông là một cuộc thập tự chinh của toàn châu Âu để bảo vệ các giá trị truyền thống châu Âu cổ xưa khỏi "Đám người Bolshevik vô đạo" đã thu hút những tình nguyện viên đến từ khắp mọi nơi trên lục địa già gia nhập Waffen-SS. Ban đầu ông chọn các tân binh đến từ Bắc và Tây Âu: Scandinavia, Liechtenstein, Luxembourg, Flanders, Hà Lan, và Thụy Sĩ; những người mà ông cho là đến từ "các quốc gia có quan hệ dòng dõi". Tây Ban Nha và Italia cũng là hai quốc gia cung cấp nhân lực cho các đơn vị Waffen-SS. Trong số các nước Tây Âu, số tình nguyện viên thay đổi từ mức cao tầm 25.000 như Hà Lan đến khoảng 300 như các nước Thụy Điển và Thụy Sĩ. Với các nước phía Đông, quốc gia có số người tham gia tình nguyện cao nhất là Lithuania (50.000) và thấp nhất là Bulgary (600). Kể từ sau năm 1943 hầu hết những lính đến từ phía Đông đều là bị ép buộc. Tính tổng thể thì sự thể hiện của các đơn vị Waffen-SS phương Đông là chưa đạt tiêu chuẩn.
Vào mùa thu năm 1941, Hitler chỉ định Heydrich làm Người bảo vệ Ủy quyền của vùng bảo hộ Bohemia và Moravia mới thành lập. Heydrich bắt đầu phân loại người Séc theo chủng tộc và trục xuất nhiều người đến các trại tập trung. Việc những phần tử chống đối bị bắn đã mang đến cho Heydrich biệt hiệu "Gã đồ tể của Praha". Sự bổ nhiệm này của Hitler làm tăng cường mối hợp tác giữa Himmler và Heydrich, và Himmler tự hào vì có quyền kiểm soát SS trên khắp đất nước. Mặc dù có thể tiếp cận trực tiếp với Hitler, lòng trung thành của Heydrich với Himmler vẫn không hề thay đổi.
Với sự đồng thuận từ Hitler, Himmler tái thiết lập Einsatzgruppen trong sự chuẩn bị hướng đến cuộc xâm lược Liên Xô theo kế hoạch. Vào tháng 3 năm 1941, Hitler nói chuyện với các tướng lĩnh quân đội, trình bày ý định nghiền nát Liên Xô và tiêu diệt giới trí thức, lãnh đạo Liên Xô. Chỉ thị đặc biệt của Hitler, "Các nguyên tắc trong Phạm vi Đặc biệt tại Chỉ thị số 21 (Chiến dịch Barbarossa)", có ghi: "Trong khu vực các chiến dịch của quân đội, Reichsführer-SS đã được trao những nhiệm vụ đặc biệt theo lệnh của Führer (Lãnh tụ: Hitler), để chuẩn bị cai quản về chính trị. Những nhiệm vụ này phát sinh từ cuộc đấu tranh cuối cùng sắp tới của hai hệ thống chính trị đối lập. Trong khuôn khổ các nhiệm vụ này, Reichsführer-SS hành động độc lập và dựa trên trách nhiệm của bản thân." Theo đó Hitler có ý ngăn chặn sự bất đồng nội bộ điều như đã từng xảy ra trước đó tại Ba Lan vào năm 1939, khi một số tướng lĩnh Quân đội Đức đã tìm cách đem các thủ lĩnh Einsatzgruppen ra xét xử cho các hành vi tàn sát mà họ đã tiến hành.
Theo chân quân đội tiến vào lãnh thổ Liên Xô, Einsatzgruppen đã vây bắt, tiêu diệt người Do Thái và các chủng tộc khác mà Quốc xã cho là đáng ghét. Những báo cáo thường xuyên được gửi đến Hitler. Tổng cộng 2,8 triệu tù binh chiến tranh Liên Xô đã chết do bị bỏ đói, ngược đãi hay bị hành quyết chỉ trong tám tháng những năm 1941-1942. Bên cạnh đó có khoảng 500.000 tù binh chiến tranh Liên Xô đã chết hoặc bị hành quyết trong các trại tập trung trong tiến trình thế chiến thứ hai; hầu hết bọn họ đều bị bắn hoặc bị đưa đến các phòng hơi ngạt. Vào mùa xuân năm 1941, theo lệnh của Himmler, 10 trại tập trung được xây dựng trong đó các tù nhân bị ép làm lao động cưỡng bức. Những người Do Thái từ khắp mọi nơi trên nước Đức và các vùng lãnh thổ bị chiếm đóng bị trục xuất đến các khu trại hoặc bị giam hãm trong các khu Do Thái (khu biệt lập). Khi quân Đức bị đẩy lùi khỏi Moscow vào tháng 12 năm 1941, dấu hiệu cho thấy cuộc xâm lược Liên Xô đã thất bại, Hitler và các sĩ quan Đức Quốc xã khác nhận ra rằng các hoạt động trục xuất hàng loạt sang phía Đông sẽ không còn có thể thực hiện. Do đó, thay vì tiếp tục trục xuất, rất nhiều người Do Thái ở châu Âu đã được trù định cho cái chết.

## Cuộc tàn sát chủng tộc
Những chính sách chủng tộc của Đức Quốc xã, bao gồm quan điểm cho rằng những người thuộc chủng tộc thấp kém không có quyền được sống; quay trở lại những ngày đầu tiên của đảng Quốc xã; đã được Hitler bàn luận trong cuốn Mein Kampf. Vào thời điểm nào đó quanh khoảng thời gian Đức tuyên chiến với Mỹ vào tháng 12 năm 1941, Hitler cuối cùng đã quyết định rằng những người Do Thái ở châu Âu phải bị tận diệt. Heydrich đã sắp xếp một cuộc họp được tổ chức vào ngày 20 tháng 1 năm 1942 tại Wannsee, một khu vực ở ngoại ô Berlin. Cuộc họp có sự tham dự của các sĩ quan hàng đầu của Đức Quốc xã, mục đích là phác thảo ra các kế hoạch cho "giải pháp cuối cùng cho vấn đề Do Thái". Heydrich nêu chi tiết rằng những người Do Thái nào có thể làm việc sẽ phải làm việc cho đến chết; còn những người không thể làm việc sẽ bị giết ngay lập tức. Heydrich tính toán sẽ có khoảng 11 triệu Do Thái bị tiêu diệt, và nói với những người tham dự rằng Hitler đã đặt vai trò phụ trách cho Himmler.
Vào tháng 6 năm 1942, Heydrich bị ám sát ở Praha sau một chiến dịch do Jozef Gabčík và Jan Kubiš, các thành viên của quân đội lưu vong Tiệp Khắc, cầm đầu. Trong hai đám tang, Himmler-trưởng ban lễ tang-đã nhận trách nhiệm về hai đứa con của Heydrich, và ông đã đọc điếu văn tại Berlin. Vào ngày 9 tháng 6, sau cuộc thảo luận với Himmler và Karl Hermann Frank, Hitler ra lệnh thực hiện các cuộc trả thù tàn bạo cho cái chết của Heydrich. Hơn 13.000 người đã bị bắt, và ngôi làng Lidice bị san phẳng, những cư dân là nam giới của ngôi làng này và tất cả mọi người lớn ở ngôi làng Ležáky đều bị tàn sát. Ít nhất 1.300 người đã bị xử bắn. Himmler đã tiếp quản vị trí lãnh đạo của Cơ quan An ninh Trung ương (RSHA) và đẩy nhanh tốc độ tiêu diệt người Do Thái trong Aktion Reinhard (Chiến dịch Reinhard), một chiến dịch được đặt theo tên Heydrich. Ông ra lệnh thành lập các trại Aktion Reinhard-các trại hủy diệt đầu tiên-tại Bełżec, Sobibór, và Treblinka.
Ban đầu các nạn nhân bị hành quyết bằng các xe hơi ngạt hoặc xử bắn, nhưng những phương pháp này đã chứng minh rằng chúng không thể đáp ứng được một hoạt động có quy mô lớn như vậy. Vào tháng 8 năm 1941, Himmler có mặt trong đợt xử bắn 100 người Do Thái tại Minsk. Sau khi tận mắt chứng kiến, ông cảm thấy buồn nôn và run rẩy, và lo ngại về tác động của những việc làm như vậy đến sức khỏe tâm thần của lính SS. Ông quyết định phải đi tìm các phương pháp thay thế. Theo lệnh Himmler, đến mùa xuân năm 1942 khu trại ở Auschwitz đã được mở rộng lên đáng kể, bao gồm việc xây thêm các phòng hơi ngạt làm nơi tiêu diệt các tù nhân bằng việc sử dụng thuốc trừ sâu Zyklon B. Tính đến thời điểm chiến tranh kết thúc, đã có ít nhất 5,5 triệu người Do Thái bỏ mạng dưới chế độ phát xít; hầu hết các ước tính có phạm vi gần với con số 6 triệu người. Vào đầu năm 1943 Himmler tham quan trại Sobibór, cho đến thời điểm đó đã có 250.000 người bị giết chỉ riêng tại khu trại. Sau khi chứng kiến một đợt hành quyết bằng khí độc, ông thăng chức cho 28 người, và ra lệnh cho trại hoạt động thư giãn. Trong một cuộc nổi dậy vào tháng 10, các tù nhân đã tiêu diệt hầu hết các lính bảo vệ và nhân viên SS và 300 tù nhân đã bỏ trốn. Hai trăm người đã chạy thoát; một vài gia nhập các đơn bị kháng chiến hoạt động trên địa bàn. Những người còn lại bị giết. Khu trại được dỡ bỏ vào tháng 12 năm 1943.
Himmler là kiến trúc sư trưởng của Holocaust, ông đã lợi dụng niềm tin sâu sắc vào hệ tư tưởng phân biệt chủng tộc của Quốc xã để chứng minh tính đúng đắn của việc sát hại hàng triệu người. Quốc xã đã lên kế hoạch tiêu diệt những trí thức Ba Lan và hạn chế phổ cập giáo dục đến lớp bốn đối với những ai không phải người Đức trong vùng lãnh thổ Generalgouvernement cũng như những vùng lãnh thổ đã chinh phục. Hitler muốn một chủng tộc thượng đẳng thuần Aryan Bắc Âu thống trị tại Đức. Từng là một nhà nông học và nông dân Himmler đã được làm quen với các nguyên tắc lựa chọn giống, phương pháp mà ông đã đề xuất áp dụng cho con người. Ví dụ, Himmler tin rằng ông có thể sắp đặt cho quần chúng Đức có được diện mạo Bắc Âu trong vòng vài thập kỷ sau khi chiến tranh kết thúc thông qua thuyết ưu sinh.

### Diễn văn Posen
Vào ngày 4 tháng 10 năm 1943, trong một cuộc họp bí mật với các sĩ quan SS hàng đầu tại thành phố Poznań (Posen), và vào ngày 6 tháng 10, trong một bài diễn văn với các thành viên ưu tú của đảng—lãnh đạo Gau và các lãnh đạo Đế chế—Himmler đã đề cập một cách rõ ràng đến "sự hủy diệt" (tiếng Đức:Ausrottung) người Do Thái. Một trích đoạn được phiên dịch từ bài diễn văn của ngày 4 tháng 10 như sau:
Tôi cũng muốn đề cập một cách hết sức thẳng thắn đến một vấn đề hết sức khó khăn ở đây. Chúng ta giờ có thể trò chuyện rất cởi mở về điều này giữa những người chúng ta, nhưng chúng ta sẽ không bao giờ bàn luận về nó công khai. Cũng như khi chúng ta đã không ngần ngại trong ngày 30 tháng 6 năm 1934, để thực hiện nhiệm vụ của chúng ta theo mệnh lệnh và dựng những người đồng chí thất bại dựa vào tường và hành hình họ, chúng ta cũng đã không bao giờ nói về nó, cũng như chúng ta sẽ không bao giờ nói về nó. Chúng ta hãy tạ ơn Chúa rằng bản thân chúng ta đã có đủ sự dũng cảm chịu đựng sẵn có để không bao giờ bàn luận về nó giữa chúng ta, và chúng ta không bao giờ nói về nó. Mỗi người trong số chúng ta đều kinh hãi, nhưng mỗi người đều hiểu rõ rằng chúng ta sẽ làm điều đó vào lần tới, khi có mệnh lệnh và khi nó trở nên cần thiết.
Tôi giờ đang đề cập đến "sự di tản" của người Do Thái, đến sự tận diệt của người Do Thái. Đó là điều gì đó mà nói ra dễ dàng: 'Người Do Thái sẽ bị tiêu diệt', mọi thành viên của đảng nói, 'điều này là hiển nhiên, nó nằm trong chương trình của chúng ta—trừ khử người Do Thái, sự hủy diệt, một vấn đề nhỏ.' Và rồi bọn họ tiến lên, 80 triệu người Đức ngay thẳng, và mỗi người có một người Do Thái tử tế. Họ nói những kẻ khác đều là lũ đáng ghét, nhưng đây ngoại lệ một người Do Thái tuyệt vời. Nhưng không ai trong số họ từng quan sát nó, chịu đựng nó. Hầu hết mọi người ở đây hiểu rằng nó ở đây là gì khi 100 tử thi nằm cạnh nhau, khi có 500 hay khi có 1.000. Để có thể chịu đựng điều này và tại cùng thời điểm để giữ lại một người tử tế—với những trường hợp ngoại lệ do sự yếu đuối của con người—đã làm chúng ta khó khăn, và là một chương huy hoàng mà không và sẽ không được nói đến. Bởi chúng ta biết sẽ khó khăn thế nào cho chúng ta nếu chúng ta vẫn để cho những kẻ phá hoại, những kẻ quấy rối và những kẻ kích động quần chúng người Do Thái ẩn trong mỗi thành phố, cùng với bom đạn, gánh nặng và những gian khổ của chiến tranh. Nếu người Do Thái vẫn là một phần của dân tộc Đức, chúng ta nhiều khả năng sẽ đi đến hiện tại là một đất nước mà chúng ta đã từng trải qua vào năm 1916 và 1917...

Động cơ của Hitler gửi trong các bài diễn thuyết của Himmler là để bảo đảm rằng tất cả các lãnh đạo của đảng đều được nhận thức về các kế hoạch và hành động. Do đó sau này họ sẽ không thể phủ nhận sự hiểu biết của mình về cuộc tàn sát chủng tộc. Bởi vì quân Đồng Minh cho thấy rằng họ sẽ theo đuổi cáo buộc hình sự những tội ác chiến tranh của Đức, Hitler cố gắng để có được sự trung thành và im lặng của cấp dưới bằng cách lôi tất cả bọn họ tham gia vào kế hoạch diệt chủng.

### Đức hóa vùng chiếm đóng
Với tư cách Ủy viên Đế chế về Tăng cường Tính quốc gia Đức (RKFDV) Himmler dính líu sâu sắc đến chương trình Đức hóa vùng phía Đông, đặc biệt là Ba Lan. Khi Kế hoạch Tổng thể cho phía Đông được sắp đặt, mục đích của nó là trục xuất, tiêu diệt, hoặc buộc các cư dân địa phương làm nô lệ và tạo ra Lebensraum ("không gian sống") cho Volksdeutsche (dân tộc Đức). Himmler vẫn tiếp tục kế hoạch thực dân hóa vùng phía Đông của mình, kể cả khi nhiều người Đức không tự nguyện muốn chuyển đến đó ở, và bất chấp những ảnh hưởng tiêu cực của việc làm này đến nỗ lực chiến tranh.
Các nhóm chủng tộc của Himmler bắt đầu với Volksliste, phân nhóm người được cho là mang dòng máu Đức. Himmler ra lệnh những người từ chối để được phân loại làm người dân tộc Đức sẽ bị trục xuất đến các trại tập trung, hoặc bị chỉ định làm lao động cưỡng bức, và con của họ sẽ bị đem đi. Niềm tin của Himmler rằng "khả năng chịu đựng nằm trong bản chất của dòng máu Đức" dẫn ông tới kết luận người Baltic hay người Slav, những chủng tộc kháng lại được Đức hóa sẽ là những chủng tộc ưu việt đối với những kẻ biết nghe lời hơn. Ông tuyên bố rằng không giọt máu Đức nào sẽ bị mất hay bị bỏ lại để trộn lẫn với một "chủng tộc nước ngoài" khác.
Kế hoạch này cũng bao gồm việc bắt cóc trẻ em Đông Âu. Himmler thúc giục:
Rõ ràng là trong sự pha trộn của con người như vậy, sẽ luôn có một số loại chủng tộc tốt. Vì thế, tôi nghĩ đem những đứa trẻ về là nhiệm vụ của chúng ta, để tách xa chúng khỏi môi trường hiện tại, nếu cần thiết bằng cách cướp hoặc bắt trộm chúng. Hoặc là chúng ta sẽ có được bất kỳ giống nòi tốt nào mà chúng ta có thể sử dụng cho bản thân chúng ta và cho chúng một vị trí trong chúng ta,... hoặc chúng ta sẽ tiêu hủy nó.

Những đứa trẻ "có giá trị chủng tộc" đều bị cắt đứt mọi mối liên hệ với người Ba Lan và sẽ lớn lên với tư cách là người Đức, với tên của người Đức. Himmler tuyên bố, "Chúng ta có niềm tin trên tất cả trong dòng máu này của chúng ta, dòng máu đã chảy vào một dân tộc ngoại bang qua sự thăng trầm của lịch sử nước Đức. Chúng ta cam đoan rằng những triết lý và lý tưởng của chúng ta sẽ vang dội trong tâm hồn của những đứa trẻ mà dòng dõi của chúng thuộc về chúng ta." Những đứa trẻ được các gia đình Đức nhận làm con nuôi. Đứa trẻ nào mà ban đầu được tập hợp nhưng về sau bị từ chối sẽ được đưa đến một khu Do Thái ở Łódź, nơi mà cuối cùng hầu hết trong số chúng sẽ chết.
Đến tháng 1 năm 1943, Himmler báo cáo rằng có 629.000 người dân tộc Đức đã được di dời đến nơi ở mới; tuy nhiên, hầu hết những người Đức tái định cư không được sống trong những trang trại nhỏ như mường tượng, mà là trong các trại tạm bợ hoặc các khu nhà trong thị trấn. Nửa triệu cư dân của những vùng lãnh thổ Ba Lan sáp nhập, cũng như những cư dân đến từ Slovenia, Alsace, Lorraine, và Luxembourg bị trục xuất đến Generalgouvernement hoặc đưa đến Đức làm lao động nô lệ. Himmler ra chỉ thị rằng nước Đức nên nhìn nhận những lao động nước ngoài như là một mối nguy hiểm cho dòng giống Đức. Theo luật chủng tộc Đức, quan hệ tình dục giữa người Đức và người nước ngoài bị cấm và được cho là Rassenschande (làm ô uế chủng tộc).

## Âm mưu 20 tháng 7
Vào ngày 20 tháng 7 năm 1944, một nhóm sĩ quan quân đội Đức — trong đó bao gồm một số thành viên cấp cao hàng đầu của quân đội — dẫn đầu bởi Claus von Stauffenberg đã cố gắng ám sát Hitler, nhưng không thành. Ngày hôm sau, Himmler thành lập một ủy ban đặc biệt, hơn 5.000 nghi phạm và những kẻ chống đối chế độ đã bị bắt. Hitler ra lệnh trả thù tàn bạo, kết quả là hơn 4.900 người đã bị xử tử. Mặc dù Himmler cảm thấy bối rối vì thất bại trong việc ngăn chặn âm mưu, nhưng cách giải quyết sau đó đã làm tăng thêm uy tín và quyền lực của ông.
Đại tướng Friedrich Fromm, tổng tư lệnh của Quân đội Dự bị (hay quân Thay thế) (Ersatzheer) và là cấp trên trực tiếp của Stauffenberg, là một trong những người có dính líu đến âm mưu. Hitler đã cách chức Fromm và chỉ định Himmler làm người thay thế. Ông bổ nhiệm Hans Jüttner, giám đốc Cơ quan Trung ương Lãnh đạo SS làm phụ tá của mình, và bắt đầu lấp đầy những chức vụ hàng đầu của Quân đội Thay thế bằng lính SS. Vào tháng 11 năm 1944 Himmler sáp nhập bộ phận tuyển mộ sĩ quan quân đội với cơ quan SS tương tự và vận động thành công về việc gia tăng hạn ngạch đối với những tân binh SS mới tuyển mộ.
Vào thời điểm đó, Hitler đã bổ nhiệm Himmler làm Bộ trưởng Nội vụ và Đặc mệnh Toàn quyền Hành chính (Generalbevollmächtigter für die Verwaltung). Vào tháng 8 năm 1944 Hitler ủy quyền cho Himmler tái cơ cấu tổ chức và quản lý Waffen-SS, quân đội, và lực lượng cảnh sát. Với tư cách người đứng đầu Quân đội Dự bị, Himmler giờ chịu trách nhiệm về các tù binh chiến tranh. Ông còn đồng thời phụ trách hệ thống hình sự Wehrmacht và chèo lái, định hướng sự phát triển của các lực lượng vũ trang Wehrmacht cho đến tháng 1 năm 1945.

## Chỉ huy quân sự

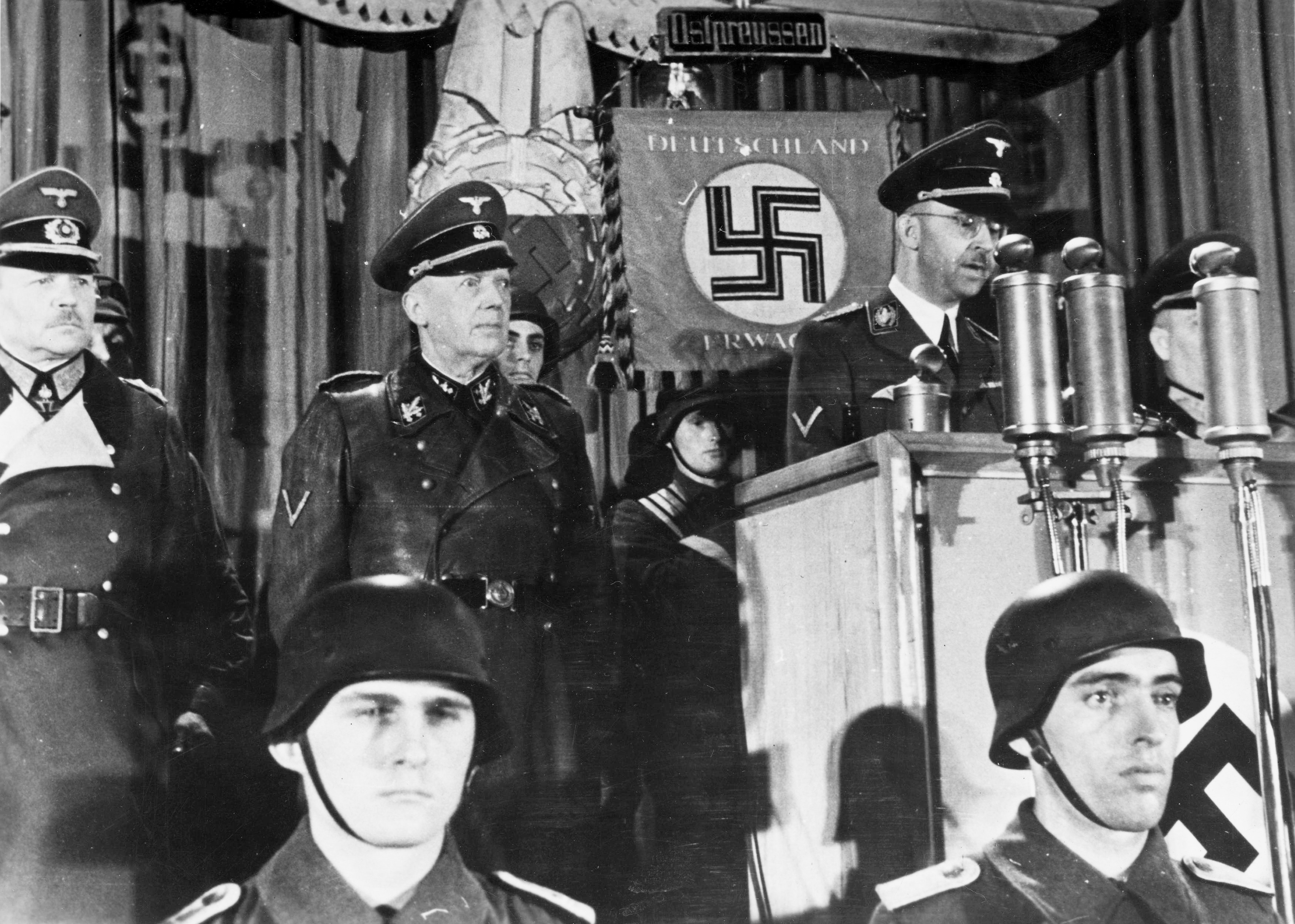
Himmler (trên bục giảng) với Heinz Guderian và Hans Lammers vào tháng 10 năm 1944

Vào ngày 6 tháng 6 năm 1944 quân Đồng Minh phương Tây đổ bộ vào miền Bắc nước Pháp trong Chiến dịch Overlord. Nhằm ứng phó, Cụm tập đoàn quân Thượng sông Rhine (Heeresgruppe Oberrhein) được thành lập để đối đầu với Tập đoàn quân số 7 của Mỹ (dưới sự chỉ huy của Tướng Alexander Patch) và Tập đoàn quân số 1 của Pháp (do Tướng Jean de Lattre de Tassigny dẫn đầu) tại vùng Grand Est dọc bờ Tây sông Rhine. Cuối năm 1944, Hitler bổ nhiệm Himmler làm tổng tư lệnh Cụm tập đoàn quân Thượng sông Rhine.
Vào ngày 26 tháng 9 năm 1944 Hitler ra lệnh cho Himmler tạo ra những đơn vị quân đội đặc biệt, Volkssturm ("Bão tố Nhân dân" hay "Quân đội Nhân dân"). Tất cả nam giới tuổi từ 16 đến 60 đủ tư cách đều phải buộc gia nhập vào lực lượng dân quân này theo như sự xác nhận của Bộ trưởng Vũ trang Albert Speer, người đã ghi nhận việc những lao động lành nghề không thể thay thế bị buộc phải rời bỏ công việc sản xuất vũ khí. Hitler đầy tự tin cho rằng số lượng nam giới có thể tăng lên đến sáu triệu, và những đội quân mới sẽ "khởi xướng một cuộc chiến tranh nhân dân chống lại kẻ thù xâm lược". Những hy vọng này là hết sức lạc quan. Trong tháng 10 năm 1944, những đứa trẻ tầm 14 tuổi cũng được liệt kê vào danh sách. Do thiếu hụt nghiêm trọng vũ khí và trang bị cũng như thiếu sự đào tạo, các thành viên của Volkssturm có sự chuẩn bị nghèo nàn cho trận chiến, và khoảng 175.000 người trong số họ đã chết trong những tháng cuối cùng của chiến tranh.
Vào ngày 1 tháng 1 năm 1945 Hitler và các tướng lĩnh của ông phát động Chiến dịch Gió phương Bắc (Unternehmen Nordwind). Mục tiêu của chiến dịch là phá vỡ sự liên kết giữa Tập đoàn quân số 7 của Mỹ và Tập đoàn quân số 1 của Pháp để hỗ trợ cuộc tấn công phía Nam trong trận Ardennes, cuộc tấn công lớn cuối cùng của Đức trong chiến tranh thế giới thứ hai. Sau khi để quân Đức đạt được một số kết quả hạn chế ban đầu, phía Mỹ đã chặn đứng cuộc tấn công. Đến ngày 25 tháng 1, Chiến dịch Gió phương Bắc chính thức khép lại.
Vào ngày 25 tháng 1 năm 1945, bất chấp việc Himmler thiếu kinh nghiệm về quân sự, Hitler vẫn bổ nhiệm ông làm tư lệnh của Cụm tập đoàn quân sông Wisla (Heeresgruppe Weichsel) để ngăn chặn Chiến dịch Wisla-Oder của Hồng quân Liên Xô. Tướng thiết giáp Heinz Guderian đã phát hoảng với quyết định này. Hiểu được rằng Himmler cần tất cả mọi sự trợ giúp có thể, Guderian chỉ định Tướng Walther Wenck, một sĩ quan tham mưu nhiều kinh nghiệm, làm tham mưu trưởng cho Himmler. Himmler thành lập trung tâm chỉ huy tại Schneidemühl và sử dụng đoàn tàu đặc biệt của mình, Sonderzug Steiermark, làm sở chỉ huy. Con tàu chỉ có một đường điện thoại, các bản đồ không phù hợp, và không có những binh chủng thông tin hay radio để tạo sự liên lạc và phát đi các mệnh lệnh. Himmler hiếm khi rời khỏi đoàn tàu, chỉ làm việc khoảng bốn tiếng một ngày và cứ nhất định đòi được xoa bóp trước khi bắt đầu làm việc; và sau bữa trưa là một giấc ngủ dài. Chiến dịch Solstice, một cuộc tấn công từ Pomerania chống lại cánh quân Bắc của Phương diện quân Belarusian số 1 của Nguyên soái Georgy Zhukov, được phát động vào ngày 16 tháng 2 năm 1945, nhưng lại có thể làm nên được chút tiến triển trước Tập đoàn quân số 61 của Thượng tướng Pavel Alexeyevich Belov và Tập đoàn quân xe tăng cận vệ số 2 của Nguyên soái Semyon Bogdanov. Zhukov phản ứng bằng cách chuyển hai tập đoàn quân xe tăng sang đối đầu với quân Đức. Trong vòng năm ngày, những chiếc xe tăng của Hồng quân đã tiến tới vùng Baltic, bao vây quân Đức, lực lượng giờ đang tìm cách trốn thoát bằng đường biển. Himmler đã không thể bày ra bất kỳ kế hoạch khả thi nào để hoàn thành những mục tiêu quân sự của mình. Dưới áp lực từ Hitler bởi tình hình quân sự tồi tệ, Himmler trở nên lo lắng và không thể đưa ra những báo cáo nhất quán. Hitler không muốn thừa nhận rằng sự lựa chọn của ông ta cho chức chỉ huy là không thỏa đáng. Sau một cuộc tranh cãi nảy lửa với Tướng Heinz Guderian, người mà nhất quyết đòi thay đổi vị trí tư lệnh Cụm tập đoàn quân sông Wisla, Hitler cử Wenck đến chỗ sở chỉ huy của Himmler để tiếp quản nhiệm vụ chỉ huy một cuộc phản công hạn chế; Hitler sau đó quan sát thấy việc di chuyển các đơn vị quân cần thiết cho kế hoạch của Guderian tấn công gọng kìm đôi từ các vùng lân cận là không thể. Khi cuộc phản công thất bại, Hitler quy trách nhiệm cho Himmler và kết tội ông không nghe theo mệnh lệnh. Quãng thời gian làm một chỉ huy quân sự của Himmler chấm dứt vào ngày 20 tháng 3, thời điểm mà Hitler chỉ định Tướng Gotthard Heinrici làm tổng tư lệnh Cụm tập đoàn quân sông Wisla. Sau đó Himmler lẩn trốn đến một viện điều dưỡng ở Hohenlychen, khi kể từ ngày 18 tháng 2 ông luôn cần đến sự chăm sóc của bác sĩ riêng. Hitler lệnh cho Guderian thực hiện một đợt nghỉ phép y tế bắt buộc, và ông đã xin thôi chức Tham mưu trưởng cho Hans Krebs vào ngày 29 tháng 3. Thất bại của Himmler và phản ứng của Hitler đánh dấu sự đi xuống nghiêm trọng trong quan hệ giữa hai người. Đến thời điểm đó, số lượng những người thân cận mà Hitler tin tưởng đã giảm xuống một cách nhanh chóng.

### Đàm phán hòa bình
Vào mùa xuân năm 1945, những nỗ lực chiến tranh của Đức Quốc xã đứng bên bờ sụp đổ và mối quan hệ giữa Himmler với Hitler trở nên xấu đi hơn bao giờ hết. Himmler cất nhắc tự mình dàn xếp một thỏa thuận hòa bình. Người làm công việc xoa bóp cho ông, Felix Kersten, đã đi đến Thụy Điển để đóng vai trò làm trung gian trong các cuộc đàm phán với Bá tước Folke Bernadotte, người đứng đầu Hội Chữ thập Đỏ Thụy Điển. Giữa hai người đã có những bức thư được trao đổi cùng các cuộc gặp mặt trực tiếp được Walter Schellenberg của Cơ quan An ninh Trung ương (RSHA) dàn xếp.
Himmler và Hitler gặp nhau lần cuối tại Berlin vào ngày sinh nhật của Hitler, ngày 20 tháng 4 năm 1945, khi đó Himmler đã thề hoàn toàn trung thành với Hitler. Cũng trong ngày hôm đó, trong lúc đang chỉ đạo về quân sự, Hitler tuyên bố rằng ông sẽ không rời Berlin, bất chấp Hồng quân Liên Xô đang tiến đến. Himmler và Göring nhanh chóng rời thủ đô sau đó. Vào ngày 21 tháng 4, Himmler có cuộc gặp với Norbert Masur, một đại biểu của Hội đồng Do Thái Thế giới, để bàn luận về việc giải phóng những tù nhân trong các trại tập trung Do Thái. Kết quả của các cuộc đàm phán là 20.000 tù nhân đã được thả tự do trong chiến dịch Xe buýt Trắng. Trong quá trình đàm phán, Himmler đã khẳng định dối trá rằng lò thiêu được xây dựng là để xử lý xác các nạn nhân của dịch sốt phát ban. Ông đồng thời xác nhận tỉ lệ sống sót tại các trại tập trung Auschwitz và Bergen-Belsen là rất cao, thậm chí cả khi các khu trại đó đã được giải phóng chứng minh rõ ràng rằng số liệu mà Himmler đưa ra là sai lệch.
Hai ngày sau, Himmler có cuộc gặp gỡ trực tiếp với Bernadotte tại tòa lãnh sự Thụy Điển ở Lübeck. Ông tự nhận mình là lãnh đạo lâm thời của nước Đức, và tuyên bố rằng Hitler sẽ chết trong vòng vài ngày tới. Kỳ vọng vào việc quân Anh và Mỹ sẽ chung cánh với lực lượng Wehrmacht còn lại để đối đầu với Liên Xô, Himmler yêu cầu Bernadotte đi báo tin cho Tướng Dwight Eisenhower rằng nước Đức mong muốn đầu hàng trước phương Tây. Bernadotte đòi Himmler trình bày đề nghị bằng văn bản, Himmler buộc phải làm theo.
Tuy nhiên, vài giờ trước đó, Göring đã gửi một bức điện trong đó yêu cầu được phép tiếp quản vị trí lãnh đạo đất nước—một hành động mà Hitler, dưới sự kích động của Martin Bormann, hiểu đó như là một yêu sách đòi hạ bệ hay một cuộc đảo chính. Vào ngày 27 tháng 4 đại diện của Himmler tại tổng hành dinh của Hitler ở Berlin là Hermann Fegelein bị bắt trong bộ dạng thường phục với ý đồ chuẩn bị bỏ trốn và bị giải đến Führerbunker (boongke của Hitler). Tối ngày 28 tháng 4, đài BBC phát một bản tin thuật lại từ Reuters nói về những nỗ lực đàm phán của Himmler với quân Đồng Minh phương Tây. Hitler, người có niềm tin sâu sắc rằng Himmler là kẻ trung thành thứ hai chỉ sau Joseph Goebbels-người mà đã gọi Himmler là "der treue Heinrich" (Heinrich trung thành)-rơi vào một cơn điên loạn bởi sự phản bội rõ ràng ngay trước mặt. Hitler nói với những người đang ở trong tổ hợp boongke rằng hành động của Himmler là một sự phản bội kinh khủng nhất mà ông từng biết đến và ra lệnh bắt giữ. Còn Fegelein thì bị đưa ra tòa án quân sự và bị bắn chết.
Vào thời điểm đó, Hồng quân Liên Xô đã tiến đến Potsdamerplatz, chỉ cách Phủ Thủ tướng Đế chế có 300 m, và đang chuẩn bị một cuộc tấn công vũ bão. Thông tin này, cộng với sự phản bội của Himmler, đã thúc giục Hitler viết ra bản di chúc cuối cùng. Bản di chúc hoàn thành vào ngày 29 tháng 4, một ngày trước khi ông tự sát, trong đó ông tuyên bố rằng cả Himmler và Göring đều là những kẻ phản bội. Hitler đã tước bỏ tất các mọi chức vụ trong đảng và trong các cơ quan nhà nước đồng thời trục xuất Himmler ra khỏi đảng.
Hitler chỉ định Thủy sư đô đốc Karl Dönitz làm người kế vị ông. Himmler đã gặp Dönitz ở Flensburg và đề nghị được làm nhân vật lãnh đạo số hai. Himmler cho rằng mình được phép có một vị trí trong chính phủ lâm thời của Dönitz với chức vụ Reichsführer-SS, ông tin rằng SS sẽ có một địa vị tốt để phục hồi và duy trì trật tự sau chiến tranh. Dönitz lặp đi lặp lại tuyên bố bác bỏ lời đề nghị của Himmler và khởi xướng những cuộc đàm phán hòa bình với Đồng Minh. Vào ngày 6 tháng 5, hai ngày trước khi Văn kiện đầu hàng của Đức được đưa ra, Dönitz viết một bức thư trong đó chính thức loại bỏ Himmler ra khỏi tất cả chức vụ mà ông đang nắm giữ.

## Bị bắt và tự sát

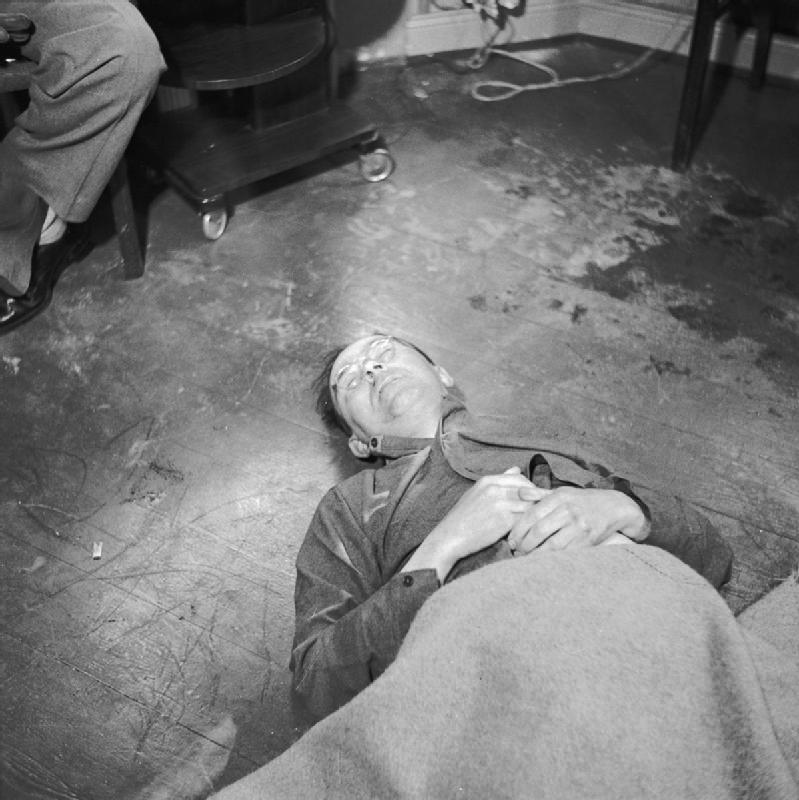
Thi thể Himmler sau khi tự sát bằng thuốc độc, tháng 5 năm 1945.

Với việc bị Dönitz từ chối và bị quân Đồng Minh săn lùng, Himmler đã cố gắng chạy trốn. Ông không có những sự chuẩn bị đầy đủ cho điều này, ngoài một cuốn sổ nợ giả dưới tên Trung sĩ Heinrich Hitzinger. Vào ngày 11 Himmler cùng với một nhóm bạn đi xuống phía Nam đến Friedrichskoog, khi đó trong đầu ông vẫn chưa xác định được đích đến cuối cùng. Bọn họ tiếp tục đi tới Neuhaus, tại đây nhóm đã tách ra. Ngày 21 tháng 5, Himmler và hai sĩ quan phụ tá bị chặn lại và bị giam giữ tại một điểm kiểm tra được dựng lên bởi các cựu tù binh chiến tranh Liên Xô. Trong hai ngày tiếp theo ông đã được dẫn đi quanh một vài khu trại, trước khi bị đem đến Trại Thẩm vấn Thường dân số 31 của Anh ở gần Lüneburg vào ngày 23 tháng 5.
Sĩ quan phụ trách, đội trưởng Thomas Selvester, bắt đầu tiến hành một cuộc thẩm vấn như thường lệ. Himmler thừa nhận danh tính và Selvester đã thực hiện khám xét. Sau đó Himmler được đưa tới sở chỉ huy Tập đoàn quân số 2 của Anh ở Lüneburg, nơi mà bác sĩ Wells đã tiến hành một cuộc khám xét y tế với ông. Vị bác sĩ cố gắng kiểm tra bên trong miệng của Himmler, nhưng ông không muốn mở miệng và ngoắc đầu ra. Himmler sau đó cắn vỡ một viên xyanua giấu trong miệng và ngã xuống sàn. Ông chết trong vòng 15 phút. Thi thể của ông được chôn vào một ngôi mộ mang tên ông. Vị trí của ngôi mộ này cũng ở gần mộ của Adolf Hitler.

## Chủ nghĩa thần bí và biểu tượng
Himmler quan tâm đến thuyết thần bí từ khi còn trẻ. Ông đã liên hệ mối quan tâm này với triết lý phân biệt chủng tộc của mình và đi tìm những bằng chứng về tính ưu việt của chủng tộc Aryan và Bắc Âu từ thời cổ đại. Ông sáng lập ra một giáo phái thờ phụng tổ tiên dành riêng cho những thành viên SS như là một cách để gìn giữ chủng tộc thuần khiết và mang lại sự bất diệt cho dân tộc.

Phù hiệu của SS là hai tia sét được cách điệu hóa dựa trên chữ Rune Armanen của Guido von List.

 Quan sát thấy SS như là một "giai cấp" theo dòng Teuton, Himmler đã để cho lực lượng này tiếp quản Nhà thờ Dòng Teuton ở Viên vào năm 1939. Ông bắt đầu thay thế Kitô giáo bằng một quy tắc đạo đức mới trong đó loại bỏ chủ nghĩa nhân đạo và không thừa nhân quan niệm hôn nhân của Kitô giáo. Vào năm 1935 Himmler thành lập nên viện nghiên cứu xã hội Ahnenerbe và nó đã tiến hành nghiên cứu nhằm tìm kiếm bằng chứng về sự ưu việt và nguồn gốc cổ xưa của chủng tộc Đức trên phạm vi toàn thế giới.
Mọi biểu trưng và quân phục của Đức Quốc xã, đặc biệt là của SS, đều sử dụng biểu tượng do họ thiết kế. Himmler lựa chọn những biểu tượng chữ rune được thông qua làm phù hiệu. Các chữ rune "SS" hình hai tia sét được cách điệu hóa có nguồn gốc từ chữ rune Armanen của Guido von List. Himmler đã sửa đổi những tục lệ đa dạng hiện tại để nhấn mạnh đến sự phát triển của các tầng lớp ưu tú trong xã hội và vai trò trung tâm của SS; một nghi lễ đặt tên của SS được thay cho lễ rửa tội, các hình thức cưới bị biến đổi, một nghi lễ chôn cất riêng của SS được tổ chức bên cạnh các nghi lễ Kitô giáo, và những lễ kỷ niệm mà SS là trung tâm được tiến hành vào các ngày đông chí và hạ chí. Shcrek chọn biểu tượng Totenkopf (đầu lâu) từng được các đơn vị quân đội Đức sử dụng trong hàng trăm năm làm biểu tượng cho SS. Himmler đánh giá những chiếc nhẫn đầu lâu có tầm quan trọng đặc biệt; chúng sẽ không bao giờ bị bán và sẽ được thu hồi khi chủ sở hữu của chúng qua đời. Ông giải thích rằng biểu tượng đầu lâu mang ý nghĩa đoàn kết vì sự nghiệp và tận tâm cho đến lúc chết.

## Mối quan hệ với Hitler
Với tư cách là lãnh đạo số hai của SS rồi tiếp đến là Reichsführer-SS, Himmler có sự tiếp xúc thường xuyên với Hitler để sắp xếp vai trò cận vệ cho lính SS. Himmler không can dự vào các quyết định làm nên chính sách của Đảng Quốc xã trong giai đoạn đảng này đang dần thâu tóm quyền lực. Từ cuối thập niên 1930, SS trở nên độc lập khỏi sự kiểm soát của các cơ quan nhà nước khác hay các cơ quan chính phủ, và ông chỉ báo cáo tin tức trực tiếp đến cho mình Hitler.
Phong cách lãnh đạo của Hitler là tạo ra những mệnh lệnh mâu thuẫn đến cấp dưới và đặt họ vào những vị trí mà trách nhiệm và nhiệm vụ của người này chồng lẫn với trách nhiệm và nhiệm vụ của người khác. Bằng cách này, Hitler nuôi dưỡng sự ngờ vực, sự cạnh tranh, và sự đấu đá nội bộ giữa cấp dưới để củng cố và phát huy tối đa quyền lực của mình. Nội các của Hitler chưa bao giờ họp mặt kể từ sau năm 1938, và ông ngăn cản những cuộc gặp độc lập của các bộ trưởng. Hitler thường không đưa ra những mệnh lệnh bằng văn bản mà phát đi bằng lời nói trong những cuộc họp hay trong những cuộc trao đổi bằng điện thoại; ông đồng thời có thư ký Bormann là người truyền đạt mệnh lệnh. Bormann đã tận dụng vị thế của mình để kiểm soát luồng thông tin và con đường tiếp cận đến Hitler, và thu lợi từ những kẻ thù, trong đó có Himmler.
Hitler đã đề xướng và thực hiện Führerprinzip (nguyên tắc lãnh đạo). Nguyên tắc này đòi hỏi sự phục tùng tuyệt đối của tất cả các cấp từ trên xuống dưới; do đó Hitler nhìn nhận kết cấu chính quyền như một kim tự tháp, với bản thân ông ta-người lãnh đạo không thể sai lầm-đứng trên đỉnh tháp. Theo đó, Himmler tự đặt mình ở một vị trí phụ thuộc vào Hitler và tuân theo mọi mệnh lệnh một cách vô điều kiện. Tuy vậy, cũng như những quan chức Quốc xã hàng đầu khác, Himmler có nguyện vọng một ngày nào đó sẽ kế tục Hitler làm người đứng đầu Đế chế. Ông nhận định Speer là một địch thủ vô cùng nguy hiểm, cả hai đều là những nhân vật quyền lực trong chính phủ và là những người thừa kế tiềm năng ngôi vị của Hitler. Speer đã từ chối lời mời gọi của Himmler về một cấp bậc cao SS-Oberst-Gruppenführer, vì ông cảm thấy rằng làm như vậy sẽ khiến mình như là món nợ của Himmler và buộc phải cho phép Himmler có tiếng nói trong việc sản xuất vũ khí.
Hitler đã gọi những mối quan tâm đến sự huyền bí và những dòng tôn giáo không chính thống của Himmler là "vô nghĩa". Himmler không phải là một thành viên thuộc vòng tròn bên trong của Hitler (ám chỉ những người thân cận nhất); hai người không quá gần gũi và hiếm khi thấy tính chất quan hệ xã hội giữa họ. Lòng trung thành vô điều kiện và những nỗ lực làm hài lòng Hitler đã giúp Himmler có được biệt danh der treue Heinrich (Heinrich trung thành). Trong những ngày cuối cùng của chiến tranh, khi mà ý định ở lại và chết tại Berlin của Hitler trở nên rõ ràng, Himmler đã rời bỏ chức vụ cấp cao mà ông từng nắm giữ trong một thời gian dài và cố gắng tìm cách tự cứu lấy bản thân.

## Hôn nhân và gia đình

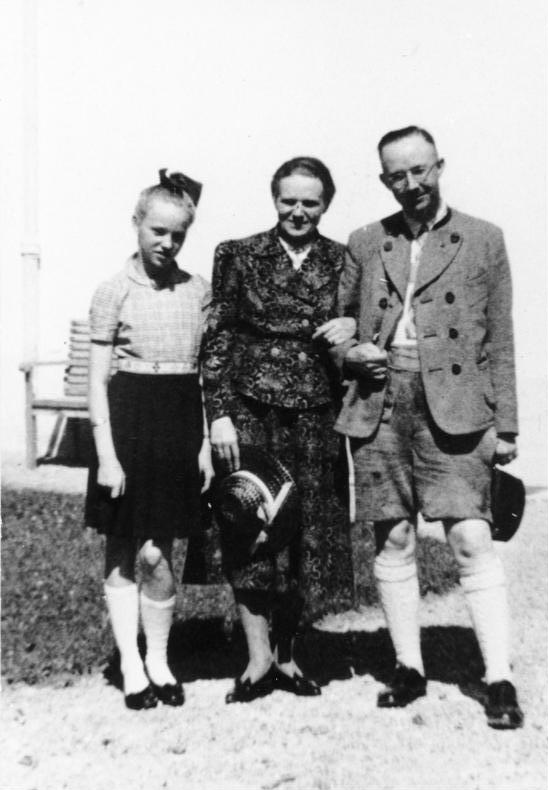
Himmler cùng vợ Margarete và con gái Gudrun

Himmler gặp người vợ tương lai của mình, Margarete Boden, vào năm 1927. Boden hơn Himmler 7 tuổi và là một y tá, người đã cùng chia sẻ mối quan tâm của ông về thảo dược và vi lượng đồng căn; bên cạnh đó bà còn là một trong những chủ sở hữu của một bệnh viện tư nhỏ. Hai người kết hôn vào tháng 7 năm 1928 và sinh được một người con gái duy nhất là Gudrun vào ngày 8 tháng 8 năm 1929. Họ đồng thời là bố mẹ nuôi của cậu bé có tên Gerhard von Ahe, con trai một sĩ quan SS từng qua đời trước chiến tranh. Margarete đã bán số cổ phần của bà trong bệnh viện và dùng số tiền thu được để mua một mảnh đất ở Waldtrudering, gần Munich, tại đó họ dựng lên một căn nhà lắp ghép. Himmler luôn phải đi công chuyện cho đảng, do đó vợ ông đã phụ trách thêm khoản chăn nuôi gia súc để bán, nhưng đa phần là không thành công. Bọn họ cũng nuôi một chú chó có tên Töhle. Sau khi Quốc xã lên nắm quyền, gia đình Himmler đã chuyển nơi ở, lần đầu là từ Möhlstrasse sang Munich, lần tiếp theo là họ chuyển đến Lake Tegern và mua một căn nhà ở đó vào năm 1934. Himmler sau đó cũng đã được nhận miễn phí một căn nhà lớn ở Dahlem ngoại ô Berlin và lấy đó làm nơi ở chính thức. Hai vợ chồng dần ít gặp mặt nhau khi Himmler trở nên hoàn toàn miệt mài với công việc. Mối quan hệ giữa họ là căng thẳng. Tuy vậy hai người đoàn kết trong việc thực hiện những nghĩa vụ xã hội, họ là những vị khách thường xuyên tại nhà Heyrich. Trách nhiệm của Margarete là đưa ra lời mời đến những người vợ của các lãnh đạo SS cấp cao về những buổi đi uống cà phê và trà vào mỗi chiều thứ tư.
Hedwig Potthast là thư ký của Himmler từ năm 1936 và bà đã trở thành tình nhân của ông vào năm 1939. Potthast bỏ việc vào năm 1941. Himmler đã sắp xếp nơi ăn chốn ở cho bà, đầu tiên là tại Mecklenburg, sau đó đến Berchtesgaden. Ông có hai người con với Potthast; một con trai tên Helge (sinh ngày 15 tháng 2 năm 1942) và một con gái tên Nanette Dorothea (sinh ngày 20 tháng 7 năm 1944 tại Berchtesgaden). Margarete biết được mối quan hệ này vào khoảng năm 1941; vốn đã ly thân và sống cùng con gái ở Gmund, bà quyết định bỏ qua việc này vì lợi ích của con mình. Trong chiến tranh bà là y tá của Hội Chữ thập Đỏ và được bổ nhiệm làm người giám sát tại Khu Quân sự III (Berlin-Brandenburg). Himmler có mối quan hệ gần gũi với Gudrun-người con gái đầu được ông đặt cho biệt danh Püppi ("bé búp bê"); ông thường gọi điện vài ngày một lần và đến thăm con thường xuyên mỗi khi có thể.
Những cuốn nhật ký của Margarete tiết lộ rằng Gerhard, con nuôi của bà và Himmler, đã rời bỏ Học viện Đào tạo Chính trị Quốc gia tại Berlin vì những kết quả học tập nghèo nàn. Vào năm 16 tuổi Gerhard gia nhập SS tại Brno và tham gia chiến đấu không lâu sau. Gerhard bị lính Nga bắt giữ nhưng sau đó được thả quay trở về và sống tại miền Bắc nước Đức.
Hedwig và Margarete, cả hai vẫn giữ lòng trung nghĩa với Himmler. Trong bức thư gửi cho Gebhard vào tháng 2 năm 1945, Margarete viết: "Thật tuyệt vời làm sao khi mà ông ấy đã từng được giao cho những nhiệm vụ lớn và đáp ứng được chúng. Cả nước Đức đang trông chờ vào ông ấy." Hedwig cũng diễn tả những cảm nghĩ tương tự trong một bức thư gửi đến Himmler vào tháng 1. Margarete và Gudrun rời Gmund khi quân Đồng Minh tiến đến khu vực này. Bọn họ bị lính Mỹ bắt giữ tại Bolzano, Italy, và bị nhốt trong những trại giam khác nhau ở Italy, Pháp và Đức. Sau đó hai người bị đem đến Nuremberg để lấy lời khai tại các phiên tòa, họ được thả tự do vào tháng 11 năm 1946. Gudrun hồi phục từ những trải nghiệm cay đắng bởi sự ngược đãi vô căn cứ và bà vẫn tiếp tục tưởng nhớ đến người cha của mình.

## Đánh giá

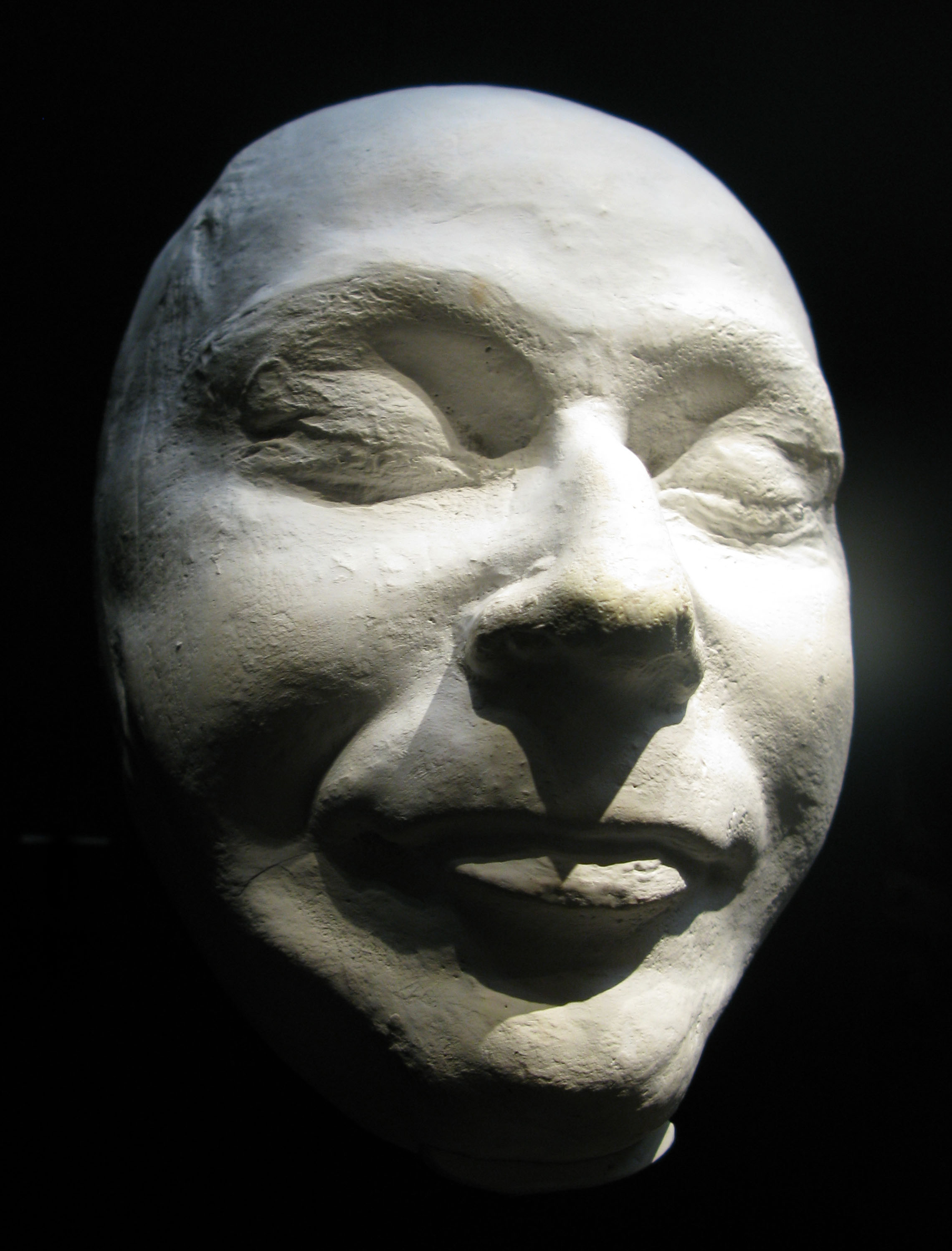
Khuôn nắn từ mặt người chết của Himmler trưng bày tại Bảo tàng Chiến tranh Đế quốc ở London

Albert Speer nói rằng mặc dù Himmler coi bộ bề ngoài hay làm ra vẻ mẫu mực và tầm thường nhưng ông thực tế là người giỏi đưa ra những quyết định, có tài lựa chọn cán bộ, và thành công trong việc lồng ghép SS vào mọi mặt của cuộc sống thường ngày. Nhà sử học Peter Longerich quan sát thấy khả năng hợp nhất những trách nhiệm và quyền lực ngày càng gia tăng thành một hệ thống chặt chẽ dưới sự bảo trợ của SS đã giúp ông ta trở thành một trong những nhân vật thế lực nhất của Đế chế Thứ ba.
Nhà sử học Wolfgang Sauer nói: "Mặc dù hay ra vẻ mẫu mực, độc đoán, và tối dạ, Himmler nổi lên dưới thời Hitler như là nhân vật số hai xét về quyền lực thực tế. Sức mạnh của ông ta nằm ở sự kết hợp giữa tính khôn ngoan đột xuất, tham vọng cháy bỏng, và lòng trung thành như nô lệ đối với Hitler." Nhà sử học Peter Padfield phát biểu: "Himmler... xuất hiện là người đàn ông quyền lực nhất dưới quyền Hitler. Không thể nói rằng ông ta có năng lực hay không, và hỏi về điều đó là vô nghĩa, bởi ông ta không bao giờ chuẩn bị cho việc sử dụng trực tiếp quyền lực của mình để thay đổi tiến trình các sự kiện..."
Nhà sử học John Toland thuật lại một câu chuyện từ Günter Syrup, cấp dưới của Heydrich. Heydrich đã cho Syrup thấy một bức chân dung của Himmler và nói: "Nửa trên (khuôn mặt) là giáo viên nhưng nửa dưới là kẻ tàn bạo." Nhà sử học Adrian Weale bình luận rằng Himmler và SS đi theo những chính sách của Hitler mà không hề có thắc mắc hay suy xét về vấn đề đạo đức. Himmler tiếp nhận ý thức hệ của Quốc xã và Hitler, và xem SS như là một dòng Teuton hào hiệp của nước Đức mới. Hitler đã cho thông qua học thuyết Auftragstaktik ("chỉ thị nhiệm vụ"), theo đó những mệnh lệnh được ban hành như những chỉ thị rộng rãi, với thẩm quyền được giao xuống đến mức độ thích hợp để thực hiện chúng một cách kịp thời và hiệu quả. Weale cho rằng ý thức hệ của SS đã cho Himmler một khuôn khổ lý thuyết, và các phương thức chỉ huy nhiệm vụ đã cho phép những sĩ quan cấp dưới hành động chậm trễ theo sáng kiến của họ để đạt được những kết quả như mong đợi.
Theo như biên bản nội các chiến tranh Anh công bố vào năm 2006, Winston Churchill đã ủng hộ việc ám sát Himmler. Phản ứng trước những nỗ lực mở các cuộc đàm phán hòa bình với quân Đồng Minh vào năm 1945 thông qua Bá tước Bernadotte của Himmler, Churchill hỏi bọn họ có nên điều đình với Himmler và "sau đó khử hắn ta" không. "Hoàn toàn được quyền làm như vậy", Churchill nói. Đề xuất này nhận được một vài sự ủng hộ từ Bộ Nội vụ Anh.
Vào năm 2008 tạp chí thời sự Der Spiegel của Đức đã mô tả Himmler như là một trong số những kẻ giết người hàng loạt tàn bạo nhất trong lịch sử và là kiến trúc sư của Holocaust.

### Trực tuyến
- "How many Jews were murdered in the Holocaust? How do we know? Do we have their names?". Yad Vashem. Bản gốc lưu trữ ngày 19 tháng 5 năm 2008. Truy cập ngày 1 tháng 7 năm 2012.
- "Introduction to the Holocaust". ushmm.org. United States Holocaust Memorial Museum. Truy cập ngày 1 tháng 7 năm 2012.
- "The Treatment of Soviet POWs: Starvation, Disease, and Shootings, June 1941– January 1942". ushmm.org. United States Holocaust Memorial Museum. Truy cập ngày 9 tháng 6 năm 2012.
- Doward, Jamie (ngày 1 tháng 1 năm 2006). "Hitler must die without trial – Churchill". The Guardian Online. London: The Observer. ISSN 0261-3077. OCLC 60623878. Truy cập ngày 21 tháng 6 năm 2012.
- Himmler, Heinrich (ngày 6 tháng 10 năm 1943). "Heinrich Himmler's Speech at Poznan (Posen)". Holocaust History Project. Bản gốc lưu trữ ngày 7 tháng 5 năm 2012. Truy cập ngày 5 tháng 6 năm 2012.
- Himmler, Heinrich (ngày 6 tháng 10 năm 1943). "The Complete Text of the Poznan Speech". Holocaust History Project. Bản gốc lưu trữ ngày 12 tháng 2 năm 2012. Truy cập ngày 5 tháng 6 năm 2012.
- Lisciotto, Carmelo (2007). "SS & Other Nazi Leaders". Holocaust Research Project. Truy cập ngày 20 tháng 6 năm 2012.
- Longerich, Heinz Peter (2003). "Hitler's Role in the Persecution of the Jews by the Nazi Regime". Atlanta: Emory University. Bản gốc lưu trữ ngày 22 tháng 7 năm 2012. Truy cập ngày 31 tháng 7 năm 2013. {{Chú thích tạp chí}}: Chú thích magazine cần |magazine= (trợ giúp); |chapter= bị bỏ qua (trợ giúp); Đã định rõ hơn một tham số trong |archiveurl= và |archive-url= (trợ giúp)
- Longerich, Heinz Peter (2003). "Hitler's Role in the Persecution of the Jews by the Nazi Regime". Atlanta: Emory University. Bản gốc lưu trữ ngày 9 tháng 7 năm 2009. Truy cập ngày 31 tháng 7 năm 2013. {{Chú thích tạp chí}}: Chú thích magazine cần |magazine= (trợ giúp); |chapter= bị bỏ qua (trợ giúp); Đã định rõ hơn một tham số trong |archiveurl= và |archive-url= (trợ giúp)
- van Roekel, Evertjan (2010). "Nederlandse SS'ers en de Holocaust" [Dutch SS and the Holocaust]. Historisch Nieuwsblad (bằng tiếng Hà Lan). Truy cập ngày 28 tháng 8 năm 2014.
- Sauer, Wolfgang. "Heinrich Himmler". grolier.com. Bản gốc lưu trữ ngày 11 tháng 12 năm 1997. Truy cập ngày 21 tháng 6 năm 2012.
- Sereny, Gitta (tháng 11 năm 1999). "Stolen Children". Talk. Jewish Virtual Library. Truy cập ngày 1 tháng 7 năm 2012.
- Staff (ngày 24 tháng 5 năm 1945). "Heinrich Himmler Kills Himself in British Prison". Bend Bulletin. Truy cập ngày 17 tháng 3 năm 2014.
- Staff (ngày 2 tháng 12 năm 2010). "Shadowy Nazi support group still honours daughter of SS head". sify.com. Sify News. Bản gốc lưu trữ ngày 8 tháng 12 năm 2010. Truy cập ngày 1 tháng 7 năm 2012.
- The Waffen-SS. Gladiators of World War II. World Media Rights. Bản gốc lưu trữ ngày 1 tháng 6 năm 2015. Truy cập ngày 31 tháng 5 năm 2015. {{Chú thích video}}: Liên kết ngoài trong |publisher= (trợ giúp)
- Von Wiegrefe, Klaus (ngày 11 tháng 3 năm 2008). "Das Dunkle im Menschen" [The Darkness in Man]. Der Spiegel. Số 45. Hamburg: SpiegelNet GmbH. Truy cập ngày 21 tháng 6 năm 2012.